# Кострома
Кострома́ — город в России на реке Волге, основанный Юрием Долгоруким в 1152 году. Административный центр Костромской области, речной порт. Население — 265 761 человек (1 января 2024). Площадь города составляет 144,5 км². Расположен в 302 км от Москвы, в 344 км от неё же по автомобильной дороге.
Кострома основана в XII веке, а в XIII веке стала центром удельного княжества. Исторический центр города в основном сохранил образцовый в своём роде ансамбль эпохи классицизма конца XVIII—XIX веков. Из памятников допетровской эпохи наиболее интересны комплексы Ипатьевского и Богоявленско-Анастасииного монастырей. Город входит в список поселений, имеющих официальный статус «исторических». Входит в «Золотое кольцо России», в список городов которого Кострому лично включил Бычков Юрий Александрович, придумавший этот туристический маршрут в 1960-е годы.
Город включён в Перечень исторических городов России. Указом Президента Российской Федерации от 10 сентября 2021 года городу было присвоено звание «Город трудовой доблести».
День города в Костроме отмечается во вторую субботу августа.

## Этимология
Не существует единого научно обоснованного взгляда на происхождение названия города.
Наиболее распространенная версия — это гидроним: название образовано от реки, на которой он стоит, однако на Почтовой карте Российской империи 1760 г. и на Генеральной карте Российской империи 1745 г. город Кострома расположен на реке Вассея, что делает более вероятным обратное: река впоследствии получила имя города в её устье.
«Костра́» (или «костри́ка») в восточнославянских диалектах обозначает части стеблей прядильных растений, в частности льна, являвшегося одним из основ экономики Костромского края. В словаре Фасмера этот топоним связывается с восточнославянским ритуальным персонажем, представлявшим собой соломенную куклу, которую символически сжигали во время летнего обрядового цикла — в Семик или Петров день («похороны Костромы»).
Выделение форманта -ма в ряде случаев спорно, а основа костр- необычна для дорусской гидронимии этого края.
Одно из толкований приводит Л. Скворцов. Ссылаясь на то, что в древних летописях слова «костр», «кострома», «кострума» обозначают укреплённое место вообще, он полагал, что это общее название крепости осталось за возникшим городом. С этим предположением перекликается спорная версия, выдвинутая князем А. Козловским, который выводил название города по аналогии с географическим положением замка Кострум (впоследствии город Таллин). Это слово происходит от латинского clostrum «замок». Тот же учёный, однако, выдвигает и иную версию возникновения названия — от заготавливаемого зимою на берегах рек большими «кострами» леса, сплавляемого весною из Буевского и Костромского уездов. 
Как пишет краевед Н. А. Зонтиков, «по вопросу о происхождении названия города Костромы всегда существовало две основные точки зрения: первая — город получил название от реки Костромы, вторая — его название происходит от имени языческого божества».
В январе 1924 года, в дни похорон В. И. Ленина, на митингах и собраниях по предприятиям и учреждениям принимались резолюции с предложениями переименовать Кострому в «Ленин-на-Волге» или «Ильич». Этот замысел не получил развития.

## География

### Физико-географическое положение
Кострома расположена на Костромской низменности, на обоих берегах Волги, у старого устья реки Костромы — в 65 км от Ярославля, в 105 км от города Иваново и в 302 км к северо-востоку от Москвы.
Общая площадь территории в городской черте — 144,5 км².

### Часовой пояс
Кострома находится в часовой зоне МСК (московское время). Смещение применяемого времени относительно UTC составляет +3:00. В соответствии с применяемым временем и географической долготой средний солнечный полдень в Костроме наступает в 12:16.

### Климат
Климат умеренно континентальный, велико смягчающее влияние Атлантического океана. Среднегодовая температура +3,6 C°, среднегодовая скорость ветра — 3,1 м/с, среднегодовая влажность воздуха — 79 %.
| Показатель                    | Янв.  | Фев.  | Март  | Апр. | Май  | Июнь | Июль | Авг. | Сен. | Окт.  | Нояб. | Дек.  | Год   |
| ----------------------------- | ----- | ----- | ----- | ---- | ---- | ---- | ---- | ---- | ---- | ----- | ----- | ----- | ----- |
| Абсолютный максимум, °C       | 6,6   | 7,2   | 17,9  | 27,6 | 32,5 | 34,5 | 37,1 | 37,3 | 30,2 | 22,9  | 12,4  | 9,4   | 37,3  |
| Средний суточный максимум, °C | −5,9  | −4,8  | 1,0   | 10,2 | 18,2 | 21,7 | 24,2 | 21,7 | 15,6 | 7,7   | 0,0   | −4    | 8,8   |
| Средняя температура, °C       | −8,8  | −8,2  | −2,8  | 5,0  | 12,3 | 16,1 | 18,6 | 16,3 | 10,9 | 4,4   | −2,3  | −6,6  | 4,5   |
| Средний суточный минимум, °C  | −11,8 | −11,3 | −6,3  | 0,8  | 7,1  | 11,1 | 13,7 | 11,7 | 7,2  | 1,8   | −4,4  | −9    | 0,8   |
| Абсолютный минимум, °C        | −46,4 | −39,3 | −31,1 | −19  | −5,5 | −2,7 | 3,2  | 1,3  | −5,8 | −18,5 | −28,8 | −44,4 | −46,4 |
| Норма осадков, мм             | 32    | 24    | 26    | 33   | 47   | 69   | 71   | 70   | 63   | 57    | 44    | 38    | 574   |
| Источник: Погода и климат,    |       |       |       |      |      |      |      |      |      |       |       |       |       |

Главными реками Костромы являются Волга (Горьковское водохранилище) и её левый приток Кострома, уровень которых поднят подпором Нижегородской ГЭС. Кострома расположена на обоих берегах на 597—603 км от истока Волги (Верхняя Волга), здесь река меняет своё направление и поворачивает на юго-восток. Правый берег Волги высокий, обрывистый, левый — низменный. Ширина Волги в черте города составляет около 1000 метров (ширина в районе единственного моста через Волгу достигает 970 метров).
В черте города вблизи Ипатьевского монастыря находится старое русло реки Костромы, сейчас это дополнительный судовой ход, ведущий к судоремонтному заводу и отстойно-ремонтному пункту порта Кострома. Русло реки Костромы было перекрыто плотиной в черте города в 1955—1956 годах, что привело к созданию Костромского водохранилища (расширение Горьковского водохранилища). Новое искусственно созданное устье реки Костромы находится в 12 км выше по течению возле села Саметь.
На территории города в Волгу и Кострому впадает несколько речек и ручьёв (большинство из них заключено в трубы на значительном протяжении): наиболее значительные из них — Запрудня, Сула (подземное русло в центре города) и Чёрная речка.
Средний расход воды Волги у Костромы составляет 1110 м³/сек, (среднее многолетнее значение уровня Горьковского водохранилища у Костромы — 84,28 м).
Река Волга выступает основным источником водоснабжения города. По химическому составу вода в реке Волга характеризуется как мягкая, маломинерализованная, с низким содержанием хлоридов, сульфатов. Содержание хлоридов 26—30 мг/л (ПДК 350 мг/л), сульфатов 6,0—7,2 мг/л (ПДК 500 мг/л), жёсткость 2,6—2,8 моль/л (ПДК 7,0 моль/л), общая минерализация 137—164 мг/л (ПДК 1000 мг/л). В целом, волжская вода характеризуется высокой цветностью (цветность изменяется от 28 до 70 град, средняя 46 град), повышенным содержанием органики (перманганатная окисляемость 9—18 мг О2/л, ХПК — до 60 мг О2/л), малой мутностью (3—7 мг/л, в период весеннего паводка весной может кратковременно увеличиваться до 20 мг/л). Большинство показателей антропогенного загрязнения (содержание пестицидов, тяжёлых металлов, нефтепродуктов и т. д.) находятся в пределах принятых для питьевой воды нормативов. Однако по содержанию фитопланктона в летние месяцы и, периодически, по уровню микробиологического загрязнения качество воды ухудшается, что требует дополнительных ступеней очистки.
Наряду с поверхностным источником используются подземные месторождения, расположенные на севере от города (Башутино). Разведанная мощность месторождения составляет по разным данным 24—33 тыс. м³ в сутки. Вода в источнике соответствует питьевым стандартам по всем показателям, кроме содержания железа (1—2 мг/л).

## Символика
- На Викискладе есть медиафайлы по теме Кострома на значках

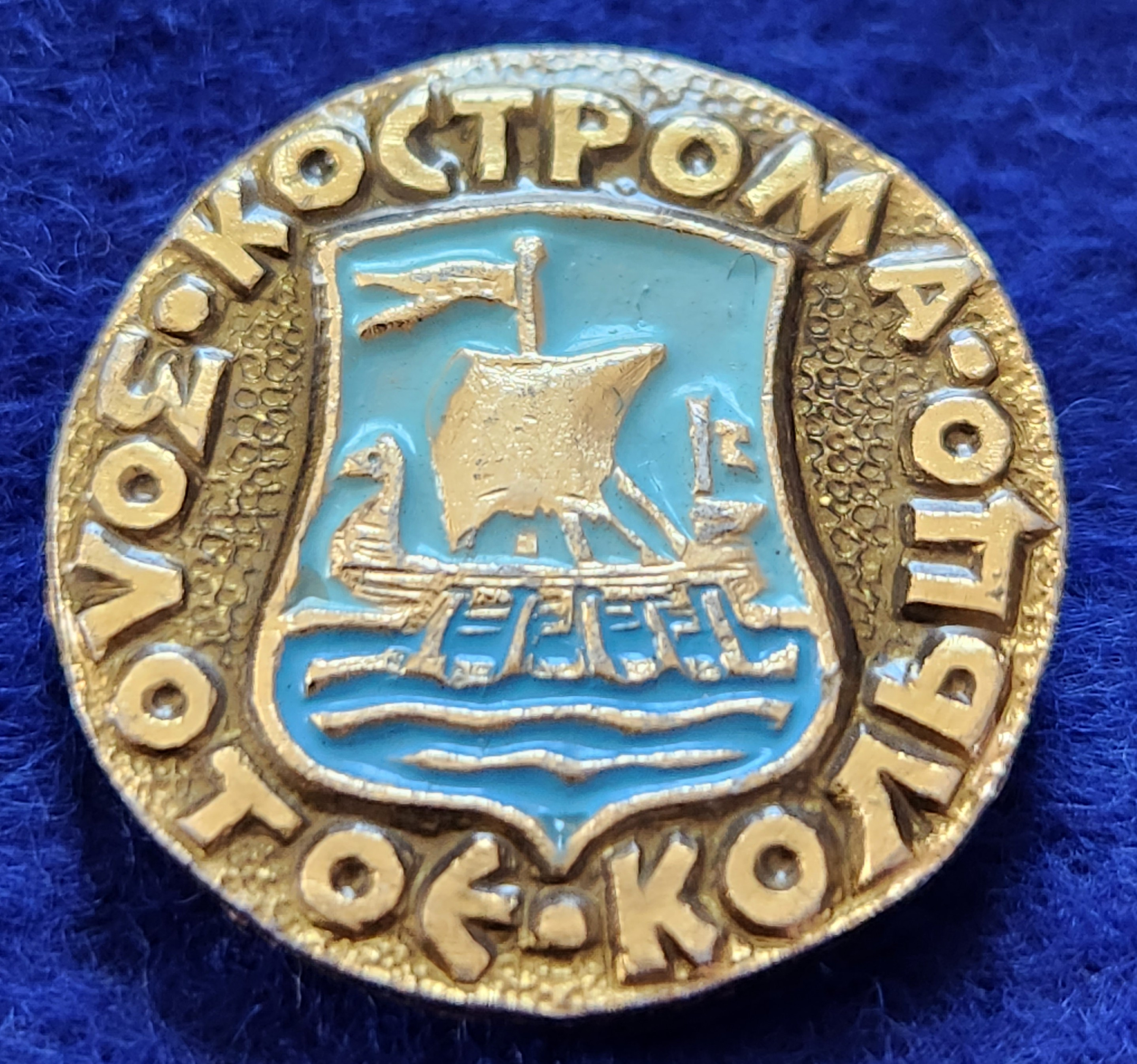
Кострома значок герб серии Золотое Кольцо России

Город Кострома в соответствии с федеральным законодательством и геральдическими правилами имеет официальные символы — герб, флаг, гимн, отражающие исторические, культурные, национальные и иные местные традиции и особенности (ст. 4 Устава города Костромы).
Исторический герб Костромы утверждён 24 октября 1767 года, восстановлен 5 июля 1878 года, повторно восстановлен 7 октября 1992 года. Герб Костромы является первым городским гербом в истории России.
Изображает галеру «Тверь», на которой императрица Екатерина II прибыла в Кострому. 

В лазоревом поле плывущая влево по лазоревым с серебряными гребнями волнам золотая галера с убранными серебряными парусами и десятью золотыми гребцами; на мачте — Императорский штандарт. 
22 августа 2002 года исторический герб утверждён в качестве действующего символа города.
Флаг Костромы создан на основе символики герба. Официально утверждённого гимна Костромы не существует.

## История

### Основание
Археологические раскопки в центре современного города выявили разрозненные находки фатьяновских топоров — вероятно, они происходят из разрушенного могильника бронзового века. На левом берегу реки Сулы найдена лепная керамика середины — второй половины I тысячелетия (то есть периода, предшествующего славянской колонизации), указывающая на селище финно-угров.
По данным археологии, концом XI века датируются найденные археологами находки на месте первого костромского кремля: стеклянные женские браслеты. Металлические писа́ла для берестяных грамот были обнаружены в усадьбах рядовых ремесленников.
Датой основания Костромы официально считается 1152 год. Эту дату предложил историк В. Н. Татищев, связав это событие с деятельностью Юрия Долгорукого на северо-востоке Руси. Устанавливая дату возникновения города, В. Н. Татищев пользовался различными источниками, которые до нашего времени не дошли.
При раскопках на правом берегу Волги на территории Городища археологи обнаружили предметы, относящиеся только к эпохам финальной бронзы, раннему железному веку (I тыс. до н. э.) и периоду от XVII в. до современности. Следовательно, можно предположить, что во времена нашествия татар на правом берегу Волги города не было, а жизнь на Городище по каким-то причинам прекратилась во время раннего железного века и вновь началась уже после основания Костромы на левом берегу Волги в XI—XII веках. Гипотеза о местоположении поселения, связанного с основанием Костромы на берегу небольшой речки Сулы, близ впадения её в Волгу, была проверена историками и археологами в 1951 году. Найденные на пересечении улиц Островского и Пятницкой керамические предметы показали, что на этой территории интенсивная городская жизнь протекала лишь начиная с XII века и её не было в более ранние периоды. По-видимому, историк В. Н. Татищев, выдвинувший предположение об основании Костромы в 1152 году Юрием Долгоруким, был близок к истине. О том, что Долгорукому был знаком этот край, есть летописная запись о его походе Волгой на судах от Ростова Великого в землю казанских болгар. Основание в XII веке на костромской земле города с южным названием Галич является ещё одним свидетельством активного освоения земель южнорусскими славянами.
Гипотеза о том, что Кострома была заложена в XII веке на возвышенном месте у реки Сулы, близ впадения её в Волгу, помимо находок археологов подкрепляется и тем, что древнейшая Фёдоровская церковь города, известная с XIII века, стояла именно здесь. Её местоположение хорошо документируется тем, что только в XVII веке деревянную Фёдоровскую церковь за ветхостью разобрали и сразу тут же возвели каменную, но главный престол назвали Богоотцовским, а Фёдоровским сделали только придел. Сообщение летописи, что в 1276 году в Фёдоровской церкви был похоронен костромской князь Василий, говорит о том, что к этому времени церковь стала городским собором, который по традиции должен стоять в «городе». В одном из документов говорится, что Фёдоровская церковь находилась «на площади у Мшанской улицы» и что сохранились ещё остатки «старой осыпи», то есть городских земляных укреплений. Можно только предположить, что город располагался по обеим берегам реки Сулы, но более на правом берегу, по направлению к реке Костроме, так как в этой части города стояли древнейшие монастыри — Анастасьевский, Спасо-Запрудненский, Ипатьевский. Местность по левому берегу Сулы называлась Дебрей, а главная улица её, которая сложилась в XV—XVI веках — Боровой дебрей. Название речки — Сула и одной из древних улиц Десятильнича явно южнорусского происхождения и свидетельствует о том, что среди первых насельников города было немало южных славян.

### XIII—XVII века

Памятник Юрию Долгорукому на Советской площади

Первое летописное упоминание о существовании Костромы относится к 1213 году, оно связано с распрями между сыновьями великого князя владимирского Всеволода Большое Гнездо. В этом году Ростовский князь Константин сжёг Кострому, которая поддержала его брата — владимирского князя Юрия: «и пожже ю всю, а люди изымаша». После победы Константин в 1216—1217 году передал Кострому в удел своему малолетнему сыну Василию.
Достоверно неизвестна судьба Костромы во время нашествия Батыя в 1238 году: захватчики «попленили всё на Волге до Галича Мерьского».
После 1239 года Кострома была восстановлена великим князем владимирским Ярославом Всеволодовичем, построившим в городе деревянную церковь в честь святого покровителя Феодора Стратилата, имя которого он носил в крещении. В 1246 году город перешёл в удельное владение малолетнего младшего сына Василия. В этом же году Кострома становится столицей Костромского удельного княжества, которое выделилось из состава Владимиро-Суздальской Руси
В 1272 году Василий Ярославич стал великим князем владимирским — главой всех удельных княжеств Северо-Восточной Руси. Он не поехал в стольный Владимир, а остался в удельной Костроме, тем самым сделав город столицей Северо-Восточной Руси до своей кончины в 1276 году.
В XIII—XIV веках вокруг Костромы возникают укреплённые монастыри, защищавшие подступы к городу: Ипатьевский и Николо-Бабаевский.
В 1364 году Кострома входит в состав Московского княжества, с тех пор её история неотделима от развития и культуры общерусского государства.
Последней четвертью XIV века датируется четвёртая московская берестяная грамота, в которой упоминается Кострома: «Поехали мы, господин, на Кострому».
Деревянный город в устье Сулы нередко подвергался грабительским нападениям ушкуйников, поэтому в 1419 году он был перенесён на новое возвышенное место, которое стало известно как Костромской кремль. Именно там был выстроено первое в городе каменное здание — Успенский собор.

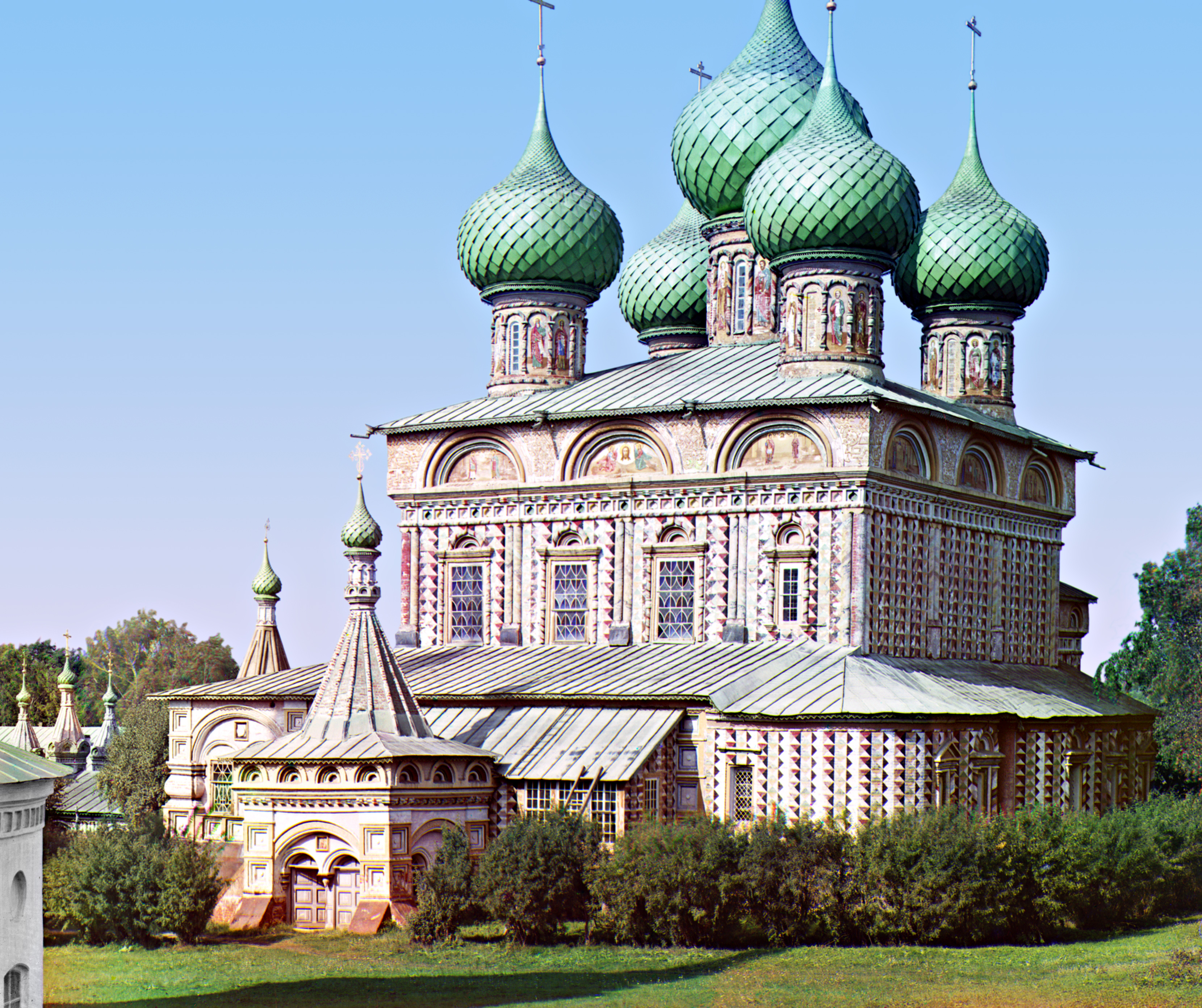
Церковь Воскресения на Дебре, фото 1910, С. М. Прокудин-Горский

Около 1468 года город посетил Афанасий Никитин, упомянувший его в своих путевых записках «Хожение за три моря».
В 1565 году царь Иван Грозный разделил Русское государство на опричнину и земщину, город вошёл в состав последней и относился к ней до февраля 1567 года.
В Смутное время Кострома была дважды взята отрядами польского пана Лисовского и подверглась страшному опустошению. В 1609 году костромское ополчение сыграло важную роль в борьбе с очередным Самозванцем, изгнав из Ипатьевского монастыря укрывшихся там сторонников Лжедмитрия II. Костромские отряды влились в народное ополчение Минина и Пожарского. В Ипатьевском монастыре в 1613 году был призван на царство Михаил Фёдорович Романов и, таким образом, Кострома стала «колыбелью» царской и императорской династии Романовых.
После Смутного времени в Костроме были заново отстроены оборонительные укрепления кремля, а вокруг раскинулся обширный торгово-ремесленный посад и слободы. К середине XVII века Кострома по своему экономическому развитию и числу жителей становится третьим после Москвы и Ярославля крупным ремесленным городом Русского государства с развитым текстильным, кожевенным, мыловаренным, серебряным и иконописным производством. Получили развитие кузнечный, гончарный, строительный промыслы. Тогда же в Костроме возникает большой торговой центр, в городе была учреждена английская фактория. Во второй половине XVII века в Костроме сформировалась выдающаяся школа фресковой и иконной живописи.

### Губернский город

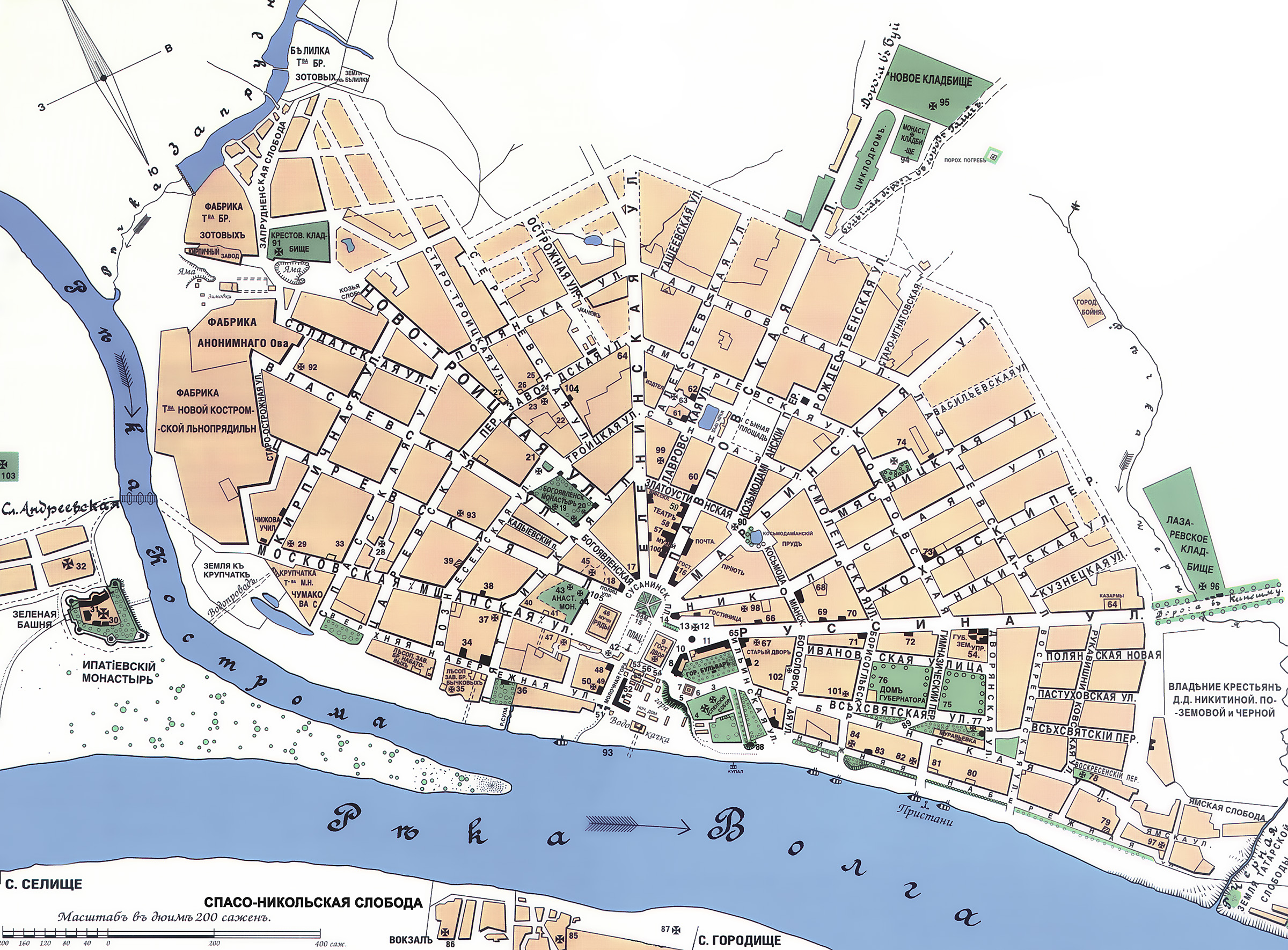
План Костромы 1913 года

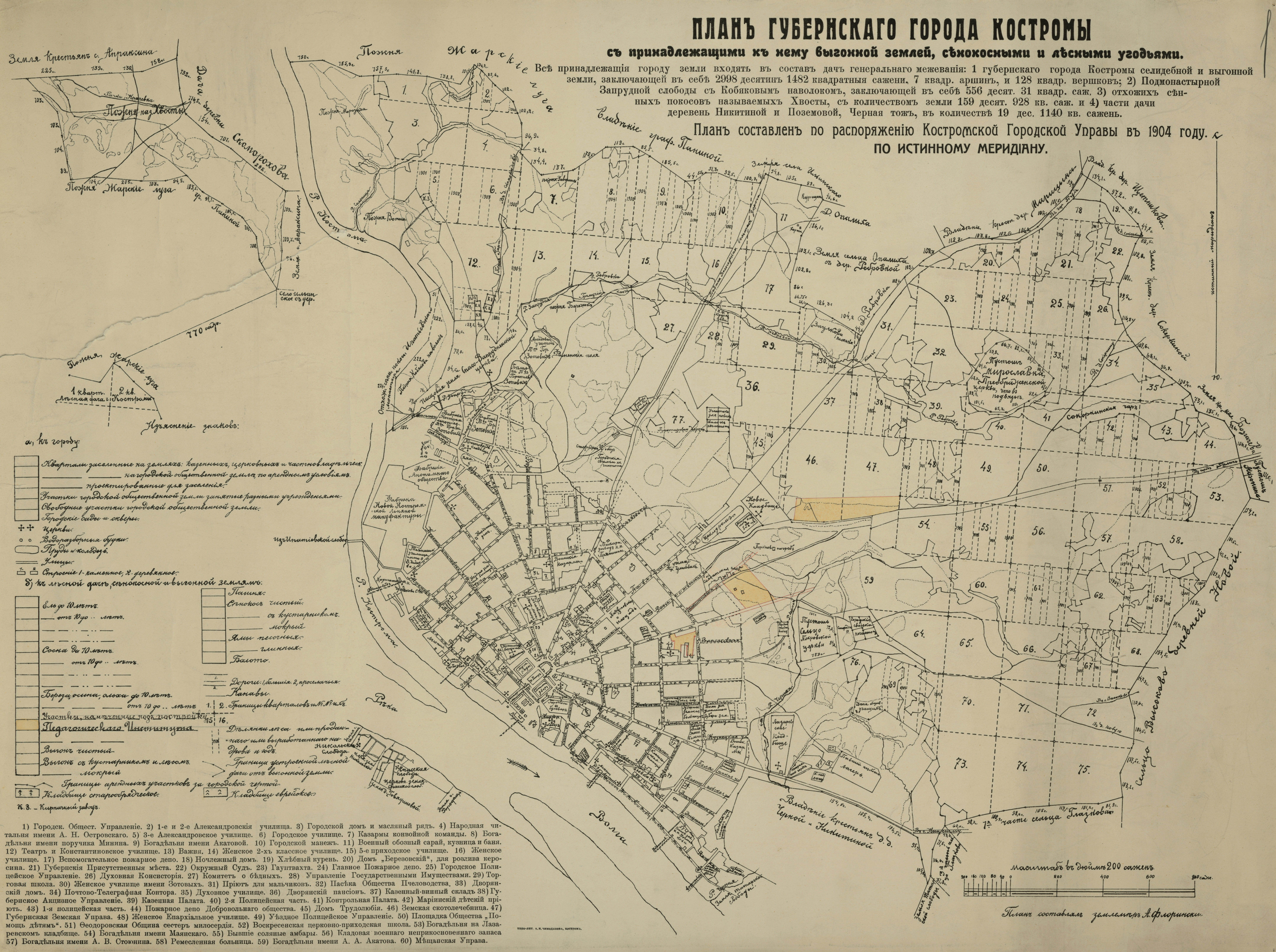
План губернского города Костромы, 1907 г.

В результате петровских реформ Кострома в 1708 году стала провинциальным городом Московской губернии. 16 (27) июля 1744 года учреждена Костромская епархия.
В 1767 году Екатерина II учредила герб Костромы с изображением галеры «Тверь», на которой она прибыла в Кострому. После пожара 1773 года основательно перестраивается кремль и близлежащие кварталы, возводится новый гостиный двор. К концу века была закончена соборная колокольня, которая высилась над окружающей застройкой, тем самым организовывая пространственную среду города. С 1778 года Кострома стала центром Костромского наместничества. В 1781 году Екатерина II утвердила генеральный план застройки Костромы, по которому были засыпаны оборонительные рвы, срыты земляные валы, началась застройка города торговыми рядами и гражданскими зданиями.
С середины XVIII века началось развитие Костромы как текстильного центра: в 1751 году купцом И. Д. Углечаниновым была построена первая полотняная фабрика. По объёму производимых льняных тканей Кострома быстро вышла на первое место в России. Здесь также действовали 12 кожевенных и 18 кирпичных заводов, 6 суконных мануфактур, колокололитейный, изразцовый и другие заводы. Кострома стала крупной торговой пристанью на волжском транзитном пути.
В декабре 1796 года указом императора Павла I город стал центром созданной Костромской губернии. В 1797 году Павел I побывал в Костроме.
Визиту в Кострому Николая I в 1835 году город обязан переименованием центральной Екатеринославской площади в Сусанинскую и указом о возведении памятника царю Михаилу Фёдоровичу и крестьянину Ивану Сусанину (открыт 14 (26) марта 1851 года). С 1838 года начинает еженедельно выходить первое периодическое издание — газета «Костромские губернские ведомости».
В 1858 году в Кострому приезжает император Александр II и императрица Мария Александровна, а летом 1881 года — император Александр III с императрицей Марией Фёдоровной и наследником Николаем.

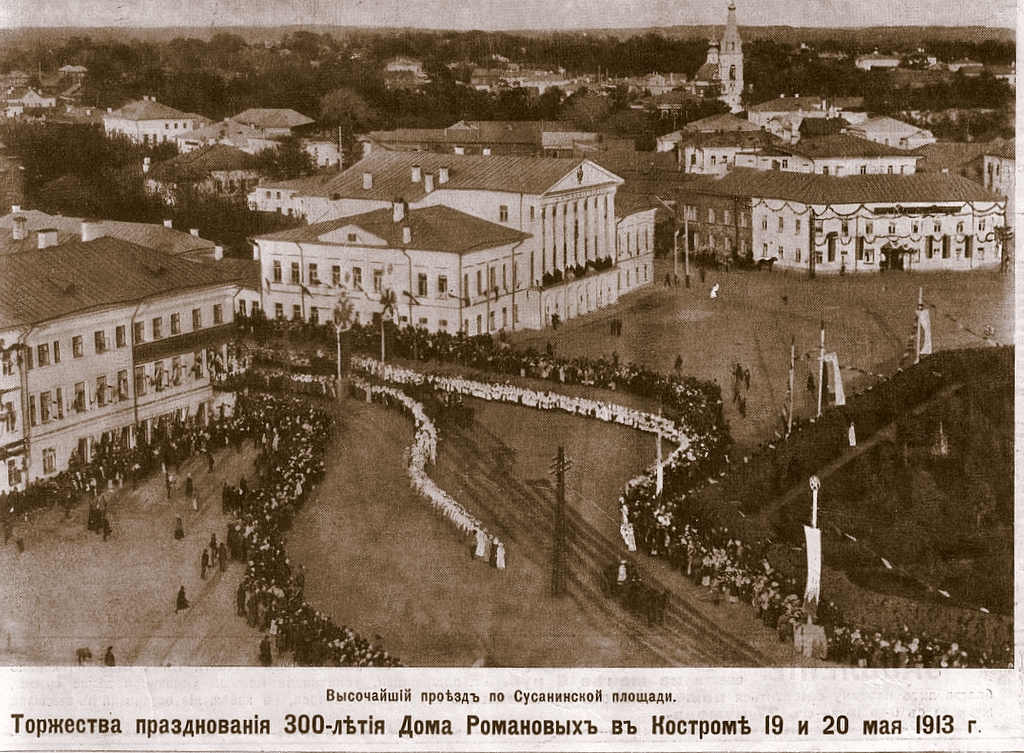
Посещение Николаем II Костромы в ходе торжеств 300-летия воцарения дома Романовых

В 1870 году в Костроме построен первый водопровод, в 1880 почтово-телеграфная контора, в 1891 году открылся музей древностей. В 1894 году в Костроме насчитывалось 36 церквей. В 1895 году в Костроме построено первое пятиэтажное здание (общежитие для рабочих и служащих Товарищества Ново-Костромской льняной мануфактуры).
Начало XX века ознаменовалось оживлением социальной и экономической активности в городе. В 1905 году в Костроме создаётся второй (после Иваново-Вознесенского) в России Совет рабочих депутатов. В 1913 году в Костроме широко праздновалось 300-летие дома Романовых: город посетил император Николай II с семьёй. К этому событию была построена электростанция, открыта вторая очередь водопровода, благоустроен центр, заложен фундамент грандиозного памятника 300-летию династии Романовых, построен целый ряд гражданских сооружений, в их числе Романовский музей и Романовская больница.

### В составе СССР

Карта Костромы и окрестностей 1929 года

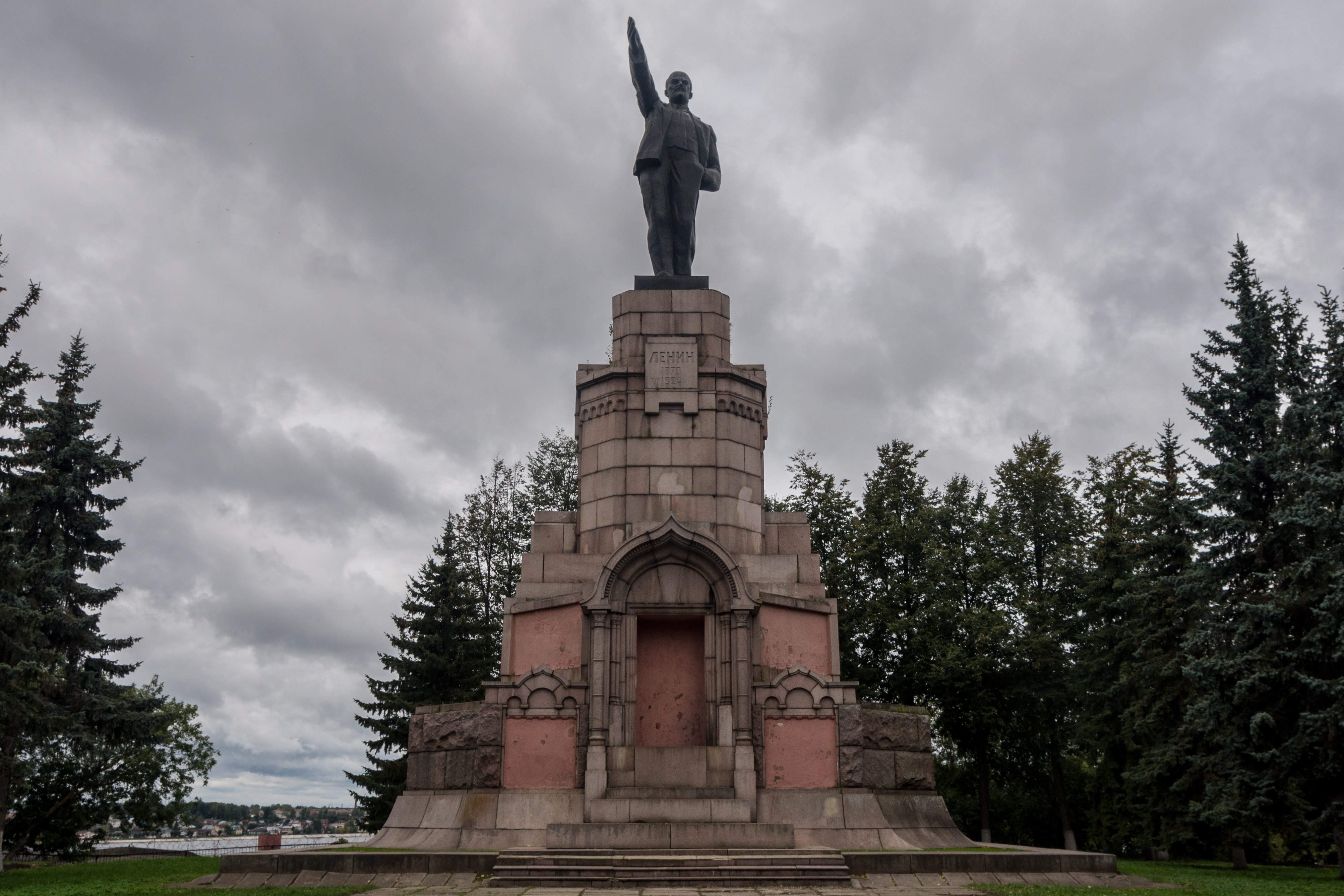
Скульптура В. И. Ленина на постаменте памятника в честь 300-летия дома Романовых

14 января 1929 года постановлением ВЦИК СССР Костромская губерния упраздняется. Кострома теряет статус губернского города и включается в состав сначала Ивановской, а затем Ярославской области.
Индустриализация выразилась в форсированном развитии предприятий текстильной, лёгкой и деревоперерабатывающей промышленности, а также текстильного машиностроения. В 1932 году было закончено строительство железнодорожного моста через Волгу. По проекту инженера И. Д. Зворыкина строится льнофабрика, на которой были механизированы трудоёмкие процессы. Строительство производственных корпусов и жилых зданий для рабочих было закончено в 1935 году, в 1936—1938 годах осуществлялись работы по монтажу оборудования. К концу 1930-х годов численность населения выросла почти вдвое за счёт притока рабочей силы из крестьян. В 1932 году создан текстильный институт, а в 1939 году — учительский институт.
В 1930-х годах в городе было разрушено или перестроено множество храмов. Наиболее известно разрушение храмового комплекса Костромского кремля в 1934 году, церквей и часовен в центре. Ещё ранее, в сентябре 1918 года, Сусанинская площадь была переименована в площадь Революции, и начато уничтожение памятника Ивану Сусанину (полностью демонтирован к 1934 году).
В годы Великой Отечественной войны в Кострому были эвакуированы госпитали, военные училища и гражданское население. Близ Костромы осенью 1941 года формировалась Ярославская коммунистическая дивизия. Тысячи костромичей за подвиги на фронте и тылу награждены орденами и медалями, 29 из них удостоены звания Героя Советского Союза.
13 августа 1944 года город Кострома становится административным центром вновь образованной Костромской области.
В 1950—1980-е годах в Костроме, кроме текстильной и деревообрабатывающей промышленности, получают интенсивное развитие новые перспективные отрасли: энергетика, машиностроение и металлообработка, радиоэлектроника и приборостроение.

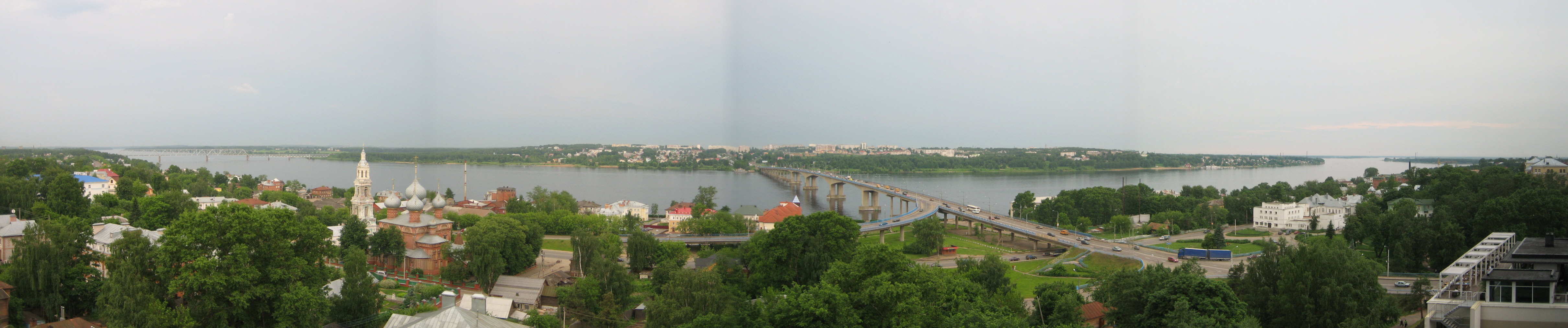
Вид на Волгу в районе автопешеходного моста

В это время осуществляется интенсивное промышленное и жилищное строительство: формируются промышленные зоны и жилые микрорайоны. Появляются новые и модернизируются имеющиеся объекты социально-бытовой инфраструктуры (лечебный корпус областной больницы (1981), станция скорой медицинской помощи (1982), цирк (1984), здание архива Костромской области (1984), филармония (1988) и др.).
Получила развитие туристическая инфраструктура, в 1958 году на базе Ипатьевского монастыря организуется историко-архитектурный музей-заповедник, за южной стеной монастыря вдоль левого берега речки Игуменки в 1960-е годы формируется музейный комплекс деревянного зодчества. В 1970 году открыто движение по автопешеходному мосту через реку Волгу; в 1972 году начато движение троллейбусов; в 1986 году автопешеходный мост через реку Кострому соединил территорию Ипатьевской слободы с центральной частью города. На левом берегу Волги построен гостиничный комплекс «Волга» (1977). В 1987 году в Костроме впервые прошёл праздник — День города, совпавший с его 835-летием.

## Население
| 1811     | 1825     | 1833     | 1840     | 1847     | 1856     | 1857     | 1863     | 1867     | 1870     | 1872     | 1885     |
| -------- | -------- | -------- | -------- | -------- | -------- | -------- | -------- | -------- | -------- | -------- | -------- |
| 10 100   | ↗16 874  | ↘12 149  | ↗13 490  | ↘11 874  | ↗14 834  | ↗18 950  | ↗21 415  | ↗23 453  | ↗27 178  | ↗27 778  | ↗41 336  |
| 1897     | 1909     | 1910     | 1911     | 1912     | 1913     | 1914     | 1915     | 1920     | 1923     | 1926     | 1931     |
| →41 336  | ↗46 893  | ↘45 120  | ↗45 286  | ↗45 915  | ↗47 786  | ↗48 193  | ↗49 008  | ↗49 978  | ↗59 237  | ↗72 317  | ↗87 590  |
| 1933     | 1937     | 1939     | 1956     | 1959     | 1962     | 1967     | 1970     | 1973     | 1975     | 1979     | 1982     |
| ↗90 700  | ↗117 682 | ↗121 325 | ↗156 000 | ↗171 720 | ↗189 000 | ↗209 000 | ↗223 042 | ↗236 000 | ↗247 000 | ↗254 725 | ↗262 000 |
| 1985     | 1986     | 1987     | 1989     | 1990     | 1991     | 1992     | 1993     | 1994     | 1995     | 1996     | 1997     |
| ↗269 000 | ↗270 000 | ↗276 000 | ↗278 414 | ↗279 000 | ↗282 000 | →282 000 | →282 000 | ↗283 000 | ↗284 000 | ↗285 000 | ↗286 000 |
| 1998     | 1999     | 2000     | 2001     | 2002     | 2003     | 2004     | 2005     | 2006     | 2007     | 2008     | 2009     |
| ↗289 000 | ↗289 300 | ↘288 100 | ↘287 000 | ↘278 750 | ↗278 800 | ↘277 200 | ↘275 900 | ↘274 500 | ↘273 400 | ↘271 700 | ↘270 475 |
| 2010     | 2011     | 2012     | 2013     | 2014     | 2015     | 2016     | 2017     | 2018     | 2019     | 2020     | 2021     |
| ↘268 742 | ↘268 600 | ↗269 262 | ↗271 445 | ↗273 382 | ↗276 090 | ↗276 691 | ↗277 648 | ↘277 280 | ↘276 064 | ↗276 929 | ↘267 481 |
| 2023     | 2024     | 2025     |          |          |          |          |          |          |          |          |          |
| ↘265 959 | ↘265 761 | ↘264 952 |          |          |          |          |          |          |          |          |          |

На 1 января 2025 года по численности населения город находился на 74-м месте из 1124 городов Российской Федерации.
Национальный состав
По итогам переписи населения 2020 года проживали следующие национальности (национальности менее 0,1 % и другое, см. в сноске к строке «Другие»):
| Национальность | Численность, чел. | Доля     |
| -------------- | ----------------- | -------- |
| Русские        | 161 592           | 60,41 %  |
| Украинцы       | 1131              | 0,42 %   |
| Армяне         | 772               | 0,29 %   |
| Татары         | 573               | 0,21 %   |
| Азербайджанцы  | 466               | 0,17 %   |
| Таджики        | 361               | 0,13 %   |
| Белорусы       | 345               | 0,13 %   |
| Другие         | 5068              | 1,89 %   |
| Не указана     | 97 173            | 36,35 %  |
| Итого          | 267 481           | 100,00 % |

## Административное устройство

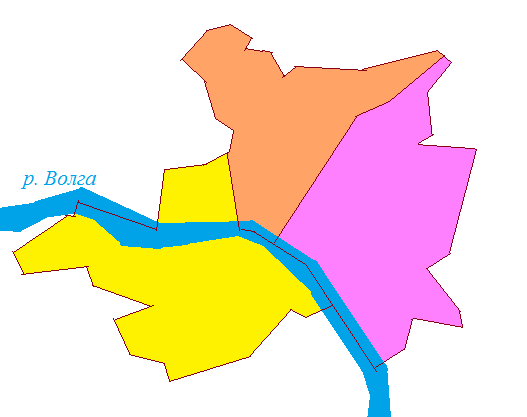
Районы в городе Костроме
Центральный
Фабричный
Заволжский

В рамках административно-территориального устройства области Кострома является городом областного значения; в рамках муниципального устройства он образует муниципальное образование Кострома со статусом городского округа с единственным населённым пунктом в его составе.

### Административное деление
В 2011 году в рамках внутреннего территориального деления города были образованы 3 района с отделами управлений районами города: Центральный, Фабричный и Заволжский. В советские годы эти районы соответственно носили названия Свердловский, Ленинский, Димитровский. Эти названия по сей день сохранили районные суды. В 2013 году территориальные органы Администрации города Костромы (отделы управлений районами Администрации города Костромы) были упразднены. Деление на районы сохраняется в генеральном планировании города.

### Органы власти

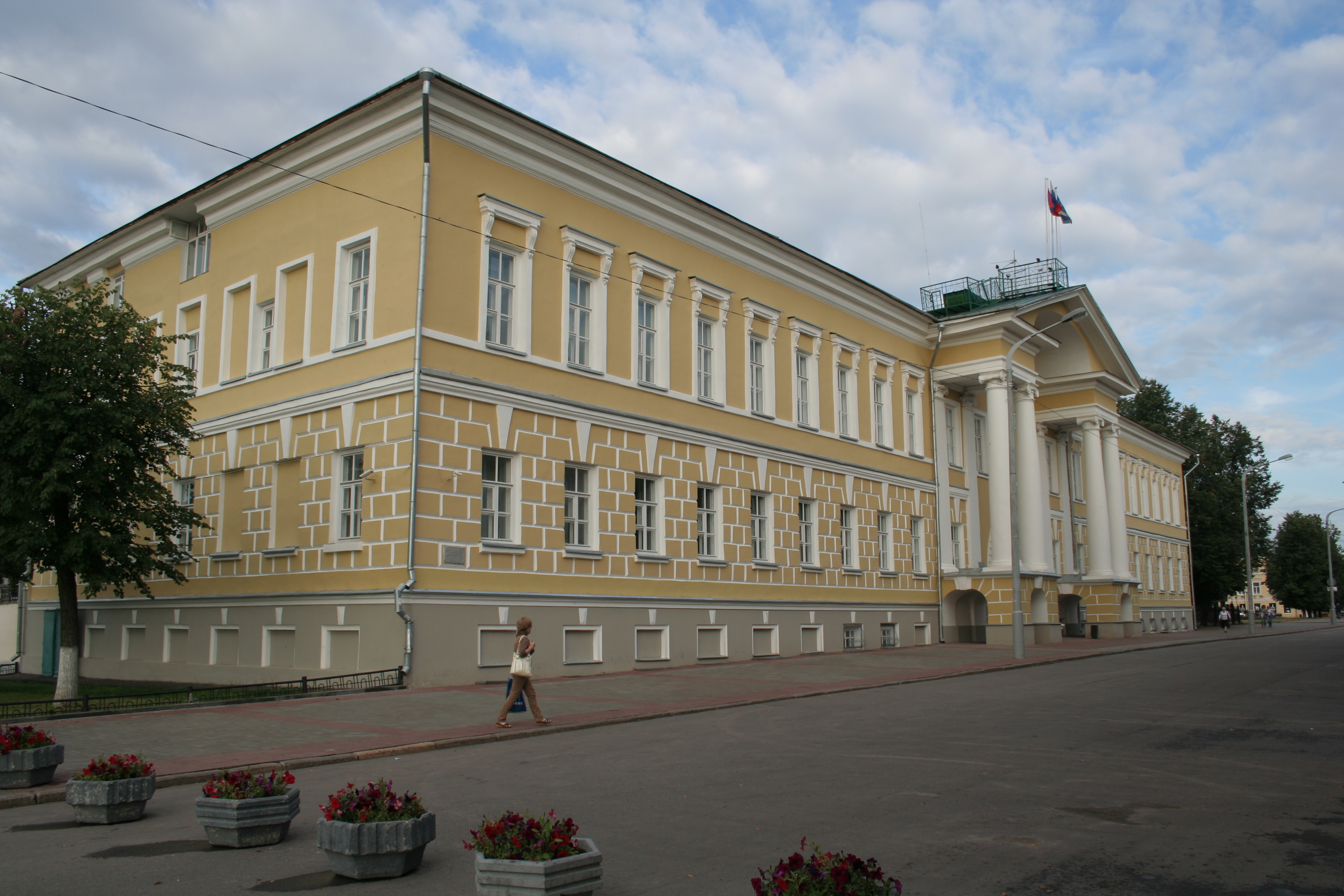
Здание Присутственных мест — резиденция администрации и Думы города

Постоянно действующим представительным органом местного самоуправления города с 1994 года является Дума города Костромы, избираемая сроком на 5 лет. В октябре 2016 года избрана дума VI созыва, в состав которой вошло 38 депутатов. Возглавляет Думу города Костромы Юрий Валерьевич Журин.
Высшим должностным лицом города является Глава города Костромы.
В 2008 году изменениями в Устав города Костромы установлен порядок избрания Главы города из числа депутатов Думы города Костромы и введена должность главы Администрации города, принимаемого на работу на конкурсной основе.
24 февраля 2011 года Главой города избран Юрий Валерьевич Журин. С 6 сентября 2018 года главой Администрации города является Алексей Васильевич Смирнов

## Экономика

### Промышленность
Кострома — старинный центр текстильной промышленности (главным образом, льняной). Наиболее известны льнокомбинат имени И. Д. Зворыкина, Большая Костромская льняная мануфактура, фабрика «Ремённая тесьма».
Машиностроительная отрасль представлена предприятием по производству цилиндропоршневой группы («Костромской завод автокомпонентов»). Развито производство отопительного, вентиляционного, теплообменного и энергосберегающего оборудования («Концерн Медведь»). В городе работают компании по производству торгового оборудования: стеллажного, кассового, («КС-Русь»), в том числе холодильного («LEVIN», «Brandford»). Развито как тяжёлое (экскаваторное производство), так среднее (производство емкостного оборудования «Цвет») и точное (калориферное производство) машиностроение.
Производство тепла и электричества осуществляют Костромская ТЭЦ-1 и Костромская ТЭЦ-2.
Активно развивается деревообрабатывающая промышленность (фанерный комбинат «Фанплит», мебельная фабрика «Костромамебель», мебельная фабрика «Итана»), полимерная (завод «Ремстройпласт») и пищевая промышленность (ФЛ ФГУП «Костромской ликёро-водочный завод» (закрыт), спиртзавод, пищевой комбинат «Меренга», завод по производству замороженных котлет, производство бутилированной воды «Святой источник», хлебокомбинаты, молочные комбинаты, пекарни и другие). Кроме того, в области функционирует производство стройматериалов (Костромской Завод Строительных Материалов, Завод Кровельных Материалов г. Кострома, завод силикатного кирпича), товаров народного потребления (завод «Кварц», предприятие «ФЭСТ» и другие) и текстильной продукции.
Кострома известна ювелирным производством, в городе действует целый ряд предприятий по изготовлению ювелирных изделий.

### Банковское дело и торговля
В городе имеется 12 финансово-кредитных учреждений (в основном филиалы, но есть и местные банки).
В городе развита розничная торговля, работают супермаркеты, магазины и торговые центры, включая принадлежащие федеральным розничным сетям.

### Связь
Основными операторами услуг связи (стационарная телефонная связь и предоставление доступа в интернет) в городе являются ОАО «Ростелеком» и ОАО «КГТС» (Костромская городская телефонная сеть). Проводной доступ в интернет и услуги IP-телефонии также предоставляется несколькими провайдерами: «Билайн», «ПРОСТОР Телеком» (ЗАО «Квантум»), «Логос» и др.
Мобильная телефонная связь представлена четырьмя операторами стандарта GSM: «МегаФон», «МТС», «Билайн», «Tele2» и одним оператором стандарта CDMA («Ростелеком» — «Скай Линк»).

### Туризм
Туризм рассматривается как важнейшее направление развития экономики города. Кострома традиционно включается в туристский маршрут «Золотое кольцо России» и круизы по Волге. Постепенно растёт роль делового туризма, проводится ряд общественно-политических форумов и культурных мероприятий общероссийского и международного характера. Городские и областные власти развивают ряд туристских брендов, таких как «Кострома — сырная столица России», «Кострома — жемчужина „Золотого Кольца“», «Кострома Богохранимая», «Кострома — ювелирная столица России», «Кострома и Берендеево царство — родина Снегурочки» и другие.
Число туристов и экскурсантов, ежегодно посещающих город, не превышает 400 тыс. человек. Большинство туристов посещает город в рамках дневной экскурсии.

#### Гостиницы
В последние несколько лет получила развитие инфраструктура гостеприимства. На начало 2014 года услуги по размещению туристов предоставляли не менее 20 гостиниц, мини-отелей, гостевых домов, молодёжных хостелов. Большинство гостиниц относится к малобюджетному и среднему классам (2—3 звезды). Согласно путеводителям в городе есть несколько гостиниц, имеющих звёздность:
| Категория                                                 | Название                   |
| --------------------------------------------------------- | -------------------------- |
| 4 из 4 звёзд · 4 из 4 звёзд · 4 из 4 звёзд · 4 из 4 звёзд | Боярские палаты Shelestoff |
| 3 из 3 звёзд · 3 из 3 звёзд · 3 из 3 звёзд                | Azimut Отель Кострома      |
| 3 из 3 звёзд · 3 из 3 звёзд · 3 из 3 звёзд                | Мини-отель Муш             |
| 3 из 3 звёзд · 3 из 3 звёзд · 3 из 3 звёзд                | Берёзка                    |
| 3 из 3 звёзд · 3 из 3 звёзд · 3 из 3 звёзд                | Волга                      |

## Транспорт

### Внутригородской общественный

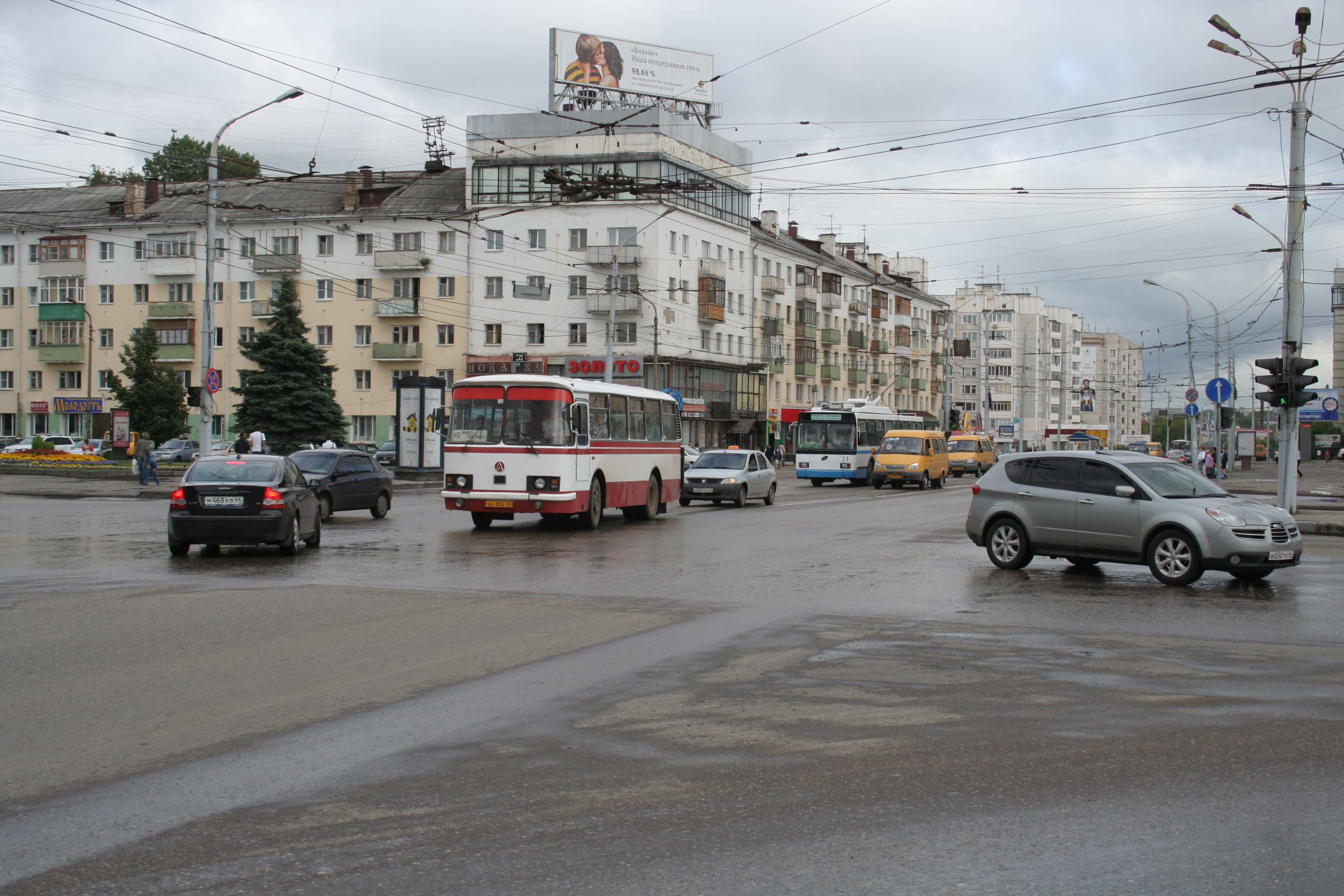
Городское движение по Советской улице, 2009 год

Городской транспорт представлен автобусом, троллейбусом (до июля 2023 года) и маршрутным такси (также до июля 2023 года). В Костроме 31 действующий городской маршрут. Стоимость проезда составляет 30 рублей при оплате банковской картой или транспортной картой, и 35 рублей наличными. Для оплаты банковской картой в автобусах установлены валидаторы. Действует система проездных: 20 поездок на 30 дней, 50 поездок на 60 дней, 100 поездок на 90 дней, безлимитный на месяц (для льготных категорий граждан, для учащихся школ и ССУЗов, малоимущих школьников — с сентября по июнь), 50 поездок на 30 дней (для малоимущих учащихся ССУЗов и ВУЗов — с сентября по июнь).
На конец 2010 года ежедневно в перевозочном процессе было задействовано 89 единиц муниципального транспорта — автобусов большой вместимости и троллейбусов, а также около 540 транспортных единиц частных перевозчиков.
В конце 1990-х годов в городе было два муниципальных автотранспортных предприятия: ПАТП-1 (около 150 автобусов «Икарус» и «ЛиАЗ») и ПАТП-4 (91 автобус «Мерседес»). В 2004 году было ликвидировано ПАТП-1, а в марте 2011 года и ПАТП-4 признано банкротом.
В августе 2011 года новое муниципальное транспортное предприятие «Костромагортранс» приобрело 33 автобуса «ПАЗ» и «ЛиАЗ», оснащённых системой ГЛОНАСС. 31 декабря 2017 года МУП «Костромагортранс» было ликвидировано. На момент закрытия обслуживало маршруты № 9 ВР «Солнечный» — Сусанинская площадь, 10 ПАТП-4 — Сусанинская площадь, 10В ПАТП-4 — Первомайский, 14 ПМК-2 — Поликлиника-2 (Высоково), 15 Паново — Городок, 18 Калориферный завод — Калориферный завод, 44 Высоково — Улица Локомотивная.
1 июля 2023 года была представлена новая маршрутная сеть. Количество маршрутов сократилось с 45 до 31. Маршрутные такси были ликвидированы. Закуплены 286 новых автобусов. Новыми перевозчиками стали ГП «Костромское ПАТП-3» , ООО «Красногорск-авто» (Филиал Костромского АТП, входит в состав ЦППК) и ООО «Стартранс». Действует система бесплатных пересадок: пассажир может пересесть на другой маршрут автобуса в течение 5-40 минут.

### Список маршрутов[117]
| №                   | Наименование маршрута                     | Период обслуживания | Перевозчик              |
| ------------------- | ----------------------------------------- | ------------------- | ----------------------- |
| Регулярные маршруты |                                           |                     |                         |
| 1                   | ТРЦ «Солнечный» — Улица Боровая           | круглогодично       | АО «Костромское ПАТП-3» |
| 2                   | ТРЦ «Солнечный» — Посёлок Первый          | круглогодично       | АО «Костромское ПАТП-3» |
| 3                   | ТРЦ «Солнечный» — Зоопарк                 | круглогодично       | АО «Костромское ПАТП-3» |
| 4                   | Озеро Святое — ТРЦ «Солнечный»            | круглогодично       | ООО «Красногорск-авто»  |
| 5                   | ТРЦ «Солнечный» — Посёлок Новый           | круглогодично       | АО «Костромское ПАТП-3» |
| 7                   | ТРЦ «Солнечный» — Сусанинская площадь     | круглогодично       | ООО «Красногорск-авто»  |
| 8                   | Озеро Святое — ТЦ «Стометровка»           | круглогодично       | ООО «Красногорск-авто»  |
| 11                  | Озеро Святое — Посёлок Новый              | круглогодично       | ООО «Красногорск-авто»  |
| 13                  | ТРЦ «Солнечный» — Городок                 | круглогодично       | ООО «Красногорск-авто»  |
| 14                  | Озеро Святое — ТРЦ «Солнечный»            | круглогодично       | АО «Костромское ПАТП-3» |
| 15                  | Микрорайон Малышково — Городок            | круглогодично       | ООО «Красногорск-авто»  |
| 16                  | ТЦ «Стометровка» — Микрорайон Паново      | круглогодично       | АО «Костромское ПАТП-3» |
| 17                  | ТРЦ «Солнечный» — Мотордеталь             | круглогодично       | ООО «СтарТранс»         |
| 18                  | Калориферный завод — Калориферный завод   | круглогодично       | ООО «Красногорск-авто»  |
| 21                  | Городок — Заволжское кладбище             | круглогодично       | ООО «Красногорск-авто»  |
| 21К                 | Сусанинская площадь — Сады «Майские-2»    | Сезонный            | ООО «Красногорск-авто»  |
| 22                  | Поселок Малиновка — Микрорайон Малышково  | круглогодично       | ООО «Красногорск-авто»  |
| 26                  | Полиграфкомбинат — Улица Борьбы           | круглогодично       | АО «Костромское ПАТП-3» |
| 27                  | Посёлок Новый — Площадь Широкова          | круглогодично       | АО «Костромское ПАТП-3» |
| 39                  | Сусанинская площадь — Поселок Высоково    | круглогодично       | ООО «СтарТранс»         |
| 49                  | Посёлок Первый — Улица Соловьиная         | круглогодично       | ООО «СтарТранс»         |
| 52                  | ТРЦ «Солнечный» — Полиграфкомбинат        | круглогодично       | ООО «Красногорск-авто»  |
| 57                  | Микрорайон Малышково — Улица Боровая      | круглогодично       | АО «Костромское ПАТП-3» |
| 65                  | Улица Фестивальная — Мотордеталь          | круглогодично       | ООО «СтарТранс»         |
| 66                  | Посёлок Первый — Мотордеталь              | круглогодично       | АО «Костромское ПАТП-3» |
| 75                  | Мотордеталь — ТЦ «Стометровка»            | круглогодично       | ООО «СтарТранс»         |
| 76                  | Сусанинская площадь — Поселок Малиновка   | круглогодично       | ООО «СтарТранс»         |
| 77                  | Микрорайон Венеция — Полиграфкомбинат     | круглогодично       | ООО «Красногорск-авто»  |
| 83                  | Полиграфкомбинат — улица Боровая          | круглогодично       | ООО «Красногорск-авто»  |
| 93                  | Солониковская улица — Сусанинская площадь | круглогодично       | ООО «Красногорск-авто»  |
| 94                  | ТРЦ «Солнечный» — Микрорайон Малышково    | круглогодично       | ООО «Красногорск-авто»  |
| 100                 | ТЦ «Стометровка» — Поселок Первый         | круглогодично       | ООО «Красногорск-авто»  |

### Автомобильный
Кострома связана с Ярославлем, Ивановом и Владимиром автодорогой федерального значения Р132, с Кировом, Пермью — автодорогой федерального значения Р243.
Расстояние от центра Москвы до центра Костромы по автодороге (М8 «Холмогоры», затем Р132) — 344 км.
Значительная нагрузка транзитных и городских транспортных потоков приходится на единственный автопешеходный мост через Волгу, расположенный вблизи городского центра. Перспективный план развития Костромы предусматривает строительство объездной дороги и второго автомобильного моста ниже по течению реки Волги вне городской черты.

### Водный
В Костроме имеется речной порт, но регулярное пассажирское сообщение носит ограниченный характер: движение скоростных судов прекращено в конце 1990-х годов, местные перевозки осуществляются теплоходом типа «Москва». В летний период порт ежедневно принимает по несколько круизных теплоходов.

### Воздушный
Аэропорт Сокеркино обслуживает небольшое количество рейсов: круглогодичный на Санкт-Петербург и с июня по сентябрь — на Анапу и Симферополь.

### Железнодорожный

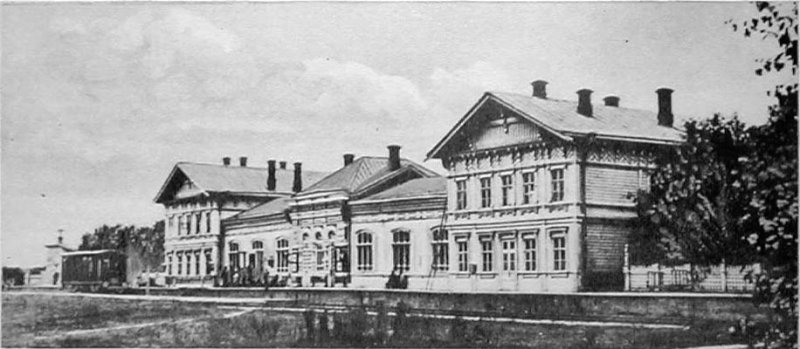
Станция Кострома, первое десятилетие XX века

В 1887 году к Костроме была подведена железная дорога со стороны Ярославля. Станция Кострома, построенная на правом берегу Волги (в настоящее время для пассажирских перевозок не используется), не имела мостового сообщения с центральной левобережной частью города. В 1932 году было закончено строительство железнодорожного моста, и станции Кострома-Новая с вокзалом в стиле конструктивизма и Привокзальной площади.

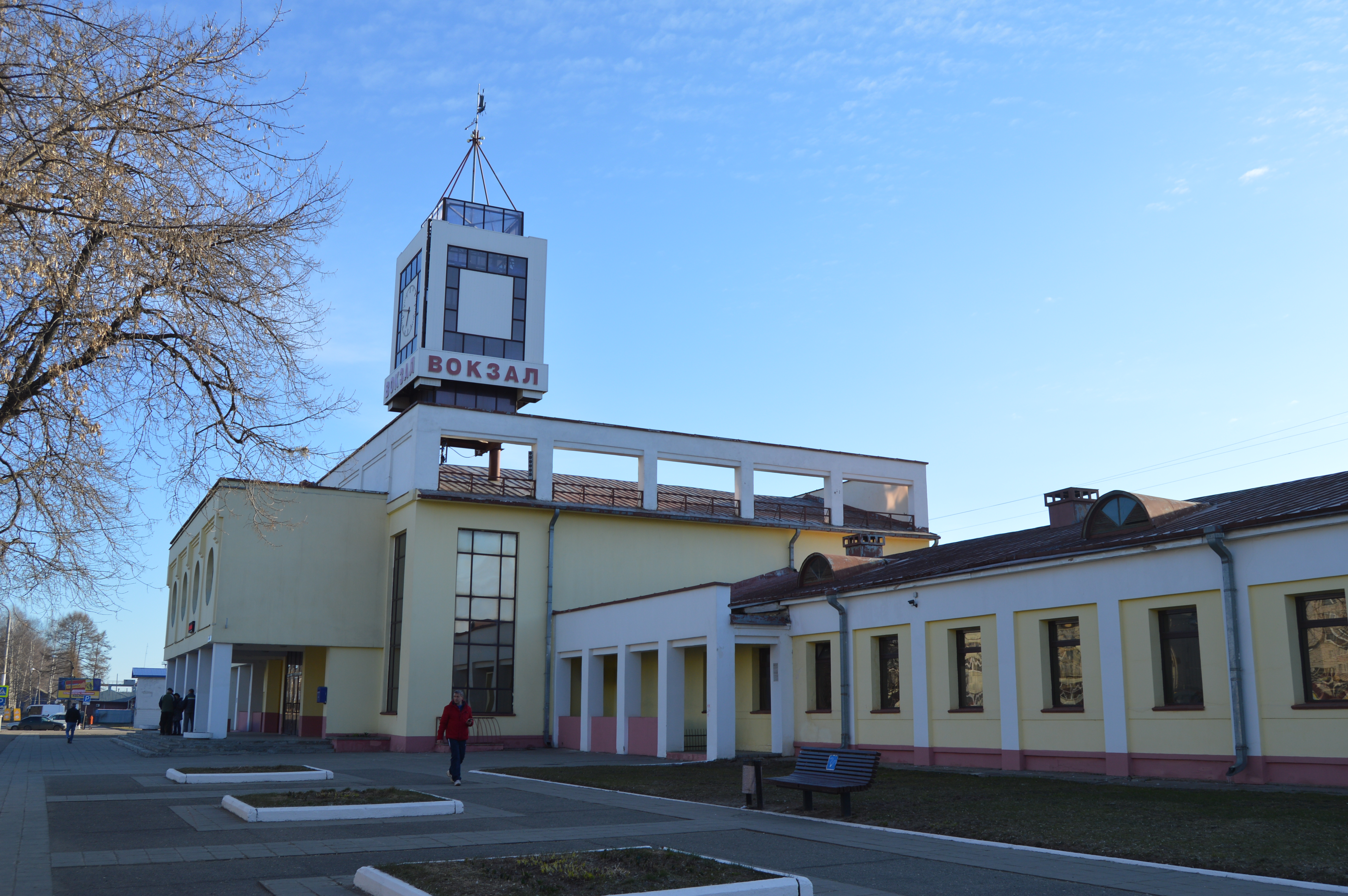
Вокзал станции Кострома-Новая

Город имеет выход на магистральные железные дороги: электрифицированным однопутным участком Кострома — Ярославль и однопутным участком на тепловозной тяге Кострома — Галич (Северный Транссиб). Из-за различных систем электрификации (3 кВ, постоянный ток в Ярославле и Костроме и 25 кВ, переменный ток, в Галиче) и нерентабельности сооружения дополнительной станции стыкования движение транзитных поездов через Кострому ограничено. Большинство поездов следуют в объезд областного центра через Данилов и Буй.
Кострома связана ежедневным беспересадочным сообщением с Москвой (поезд «Кострома») и городами, расположенными на Транссибирской магистрали: круглогодично курсирует скорый пассажирский поезд № 100/99 Москва — Владивосток. В летний период назначаются поезда Кострома — Анапа и Кострома — Адлер (через Рязань — Воронеж — Ростов-на-Дону). До Москвы ежедневно курсируют ночной поезд № 147/148 (время в пути 6 часов) и скоростные электропоезда 715/716 и 717/718 «Ласточка» (утренний и вечерний рейсы). С 2018 по 2020 год курсировал «Дневной экспресс» № 95 отправлением из Костромы в 6.00 утра, прибытием в Москву в 11.45 и № 108 отправлением из Москвы в 17.05, прибытием в Кострому в 22.41.
С декабря 2021 на некоторое время возобновилось курсирование прямого скорого поезда № 424/423 «Кострома — Санкт-Петербург» через Ярославль — Рыбинск — Бологое. В период массовых перевозок дополнительно назначается поезд № 534/533 «Кострома — Санкт-Петербург» через Галич — Вологду — Череповец.
Пригородное сообщение осуществляется электропоездами до Нерехты и Ярославля: ежедневно курсируют три электропоезда со всеми остановками (время в пути до Ярославля составляет около 2,5 часов). Ежедневно следует также пригородный поезд на тепловозной тяге по маршруту Кострома — Галич (время в пути 3,5 часа). До 2012 года курсировали экспрессы Кострома — Ярославль (время в пути 1 час 50 минут). Вместо них с февраля 2019 года введён в обращение скорый поезд 95/96 Кострома — Ярославль (время в пути — 1 час 35 минут) с вагонами беспересадочного сообщения до/от Москвы.
До 1985 года существовало пригородное сообщение Кострома (разъезд 5 км) — Мисково по узкоколейной железной дороге. В настоящее время железная дорога Мисковского торфопредприятия разобрана.
В середине 1970-х годов ежедневно курсировал пригородный поезд Кострома — Иваново, а также поезд местного сообщения Кострома — Киров с вагонами беспересадочного сообщения Кострома — Вологда (с переприцепкой по станции Галич) и Кострома — Малое Раменье (с переприцепкой по станции Супротивный), осуществлявший удобное и надёжное сообщение Костромы с крупнейшими райцентрами и соседними областными центрами. С поездом Кострома — Москва курсировал вагон Кострома — Горький с переприцепкой по станции Нерехта. В 2010 году маршрут местного поезда Кострома — Свеча (укороченный вариант поезда Кострома — Киров) был ликвидирован.
По состоянию на сентябрь 2024 года через станцию Кострома-Новая курсируют следующие поезда дальнего следования:
| №              | Маршрут                            |
| -------------- | ---------------------------------- |
| 1              | Владивосток — Москва               |
| 715 «Ласточка» | Кострома — Москва                  |
| 717 «Ласточка» | Кострома — Москва                  |
| 147            | Кострома — Москва                  |
| 45             | Кострома — Санкт-Петербург-Главный |
| 2              | Москва — Владивосток               |
| 716 «Ласточка» | Москва — Кострома                  |
| 718 «Ласточка» | Москва — Кострома                  |
| 46             | Санкт-Петербург-Главный — Кострома |
| 148            | Москва — Кострома                  |

| №   | Маршрут                                                |
| --- | ------------------------------------------------------ |
| 539 | Кострома — Анапа                                       |
| 495 | Кострома — Адлер                                       |
| 434 | Санкт-Петербург — Кострома (через Ярославль и Рыбинск) |
| 523 | Санкт-Петербург — Кострома (через Вологду и Череповец) |
| 540 | Анапа — Кострома                                       |
| 496 | Адлер — Кострома                                       |
| 433 | Кострома — Санкт-Петербург                             |
| 524 | Кострома — Санкт-Петербург                             |

| №         | Маршрут                      |
| --------- | ---------------------------- |
| 6403/6404 | Кострома — Ярославль-Главный |
| 6409/6410 | Кострома — Ярославль-Главный |
| 6429/6430 | Ярославль-Главный — Кострома |
| 6320      | Кострома — Галич             |
| 6405/6406 | Ярославль-Главный — Кострома |
| 6413/6414 | Ярославль (депо) — Кострома  |
| 6431/6432 | Кострома — Ярославль-Главный |
| 6319      | Галич — Кострома             |

## Образование

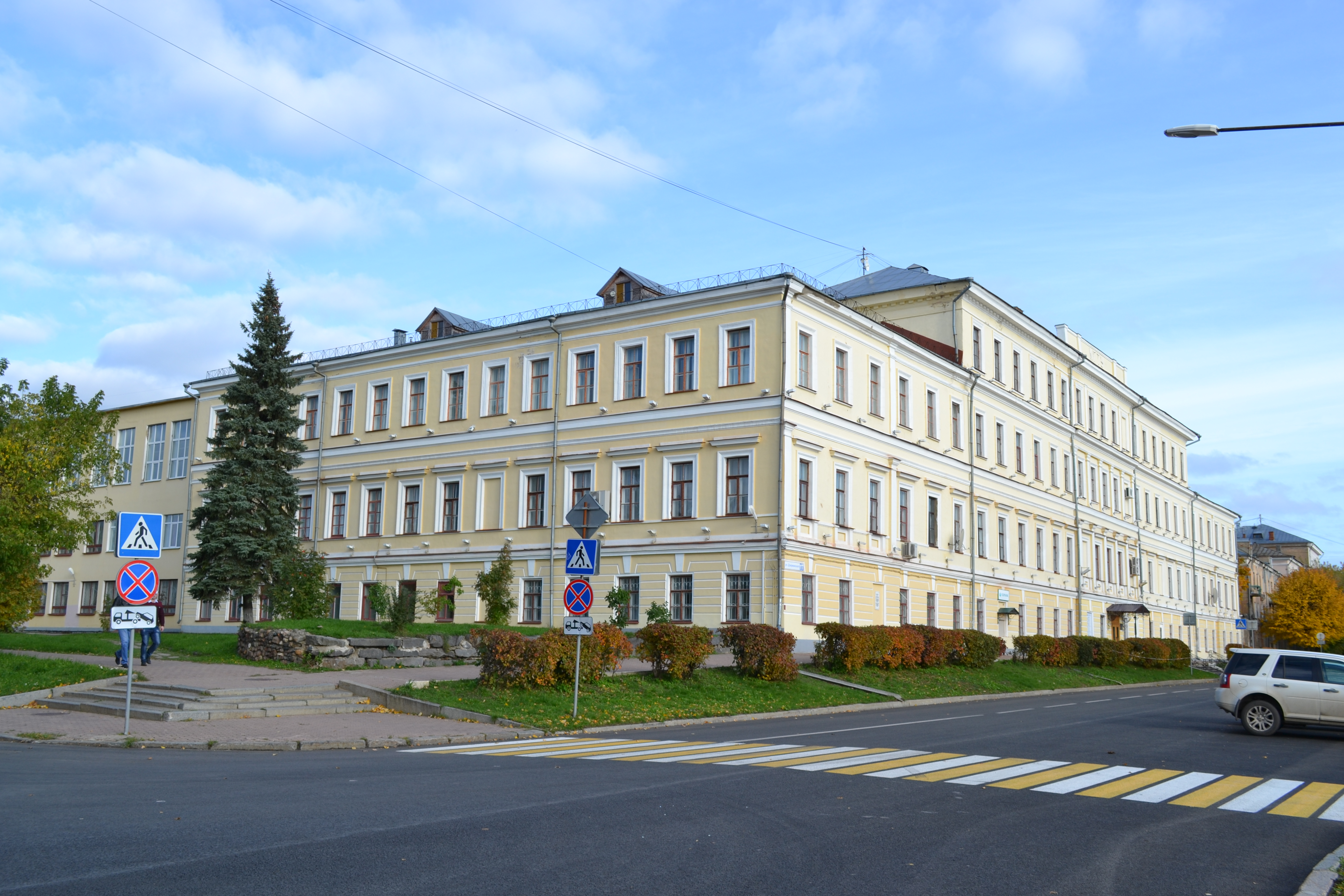
Здание Костромского государственного университета

Первое учебное заведение в Костроме — «Цифирная школа» — было открыто в 1722 году, в 1747 году создана Костромская духовная семинария, в 1786 году — Главное народное училище, в 1805 году в Костроме было открыто уездное училище, а в 1814 — приходское.
В 1804 году в губернской Костроме Главное народное училище было преобразовано в четырёхклассную мужскую гимназию, располагавшуюся в начале Всехсвятской улицы. Осенью 1834 года Николай I во время пребывания в Костроме повелел передать гимназии дом губернатора неподалёку (ныне главный корпус КГТУ). Позднее гимназия была преобразована в восьмиклассную с приготовительным классом. В 1840 году выпускники Костромской гимназии получили право поступать в Императорские университеты без вступительных экзаменов. В 1896 году в связи с увеличением числа учащихся в здании был надстроен третий этаж. В разные годы в Костромской мужской гимназии учились известные литераторы А. Ф. Писемский, этнограф С. В. Максимов, философ В. В. Розанов, критик и публицист Н. К. Михайловский, экономист Н. Д. Кондратьев, историки Ф. И. Успенский и Е. Е. Голубинский, китаевед С. М. Георгиевский, металлург К. П. Поленов, полярный исследователь А. Н. Жохов, церковные деятели: архимандрит Макарий (Глухарёв), епископ Порфирий (Успенский), митрополит Арсений (Москвин) и многие другие деятели науки и культуры.

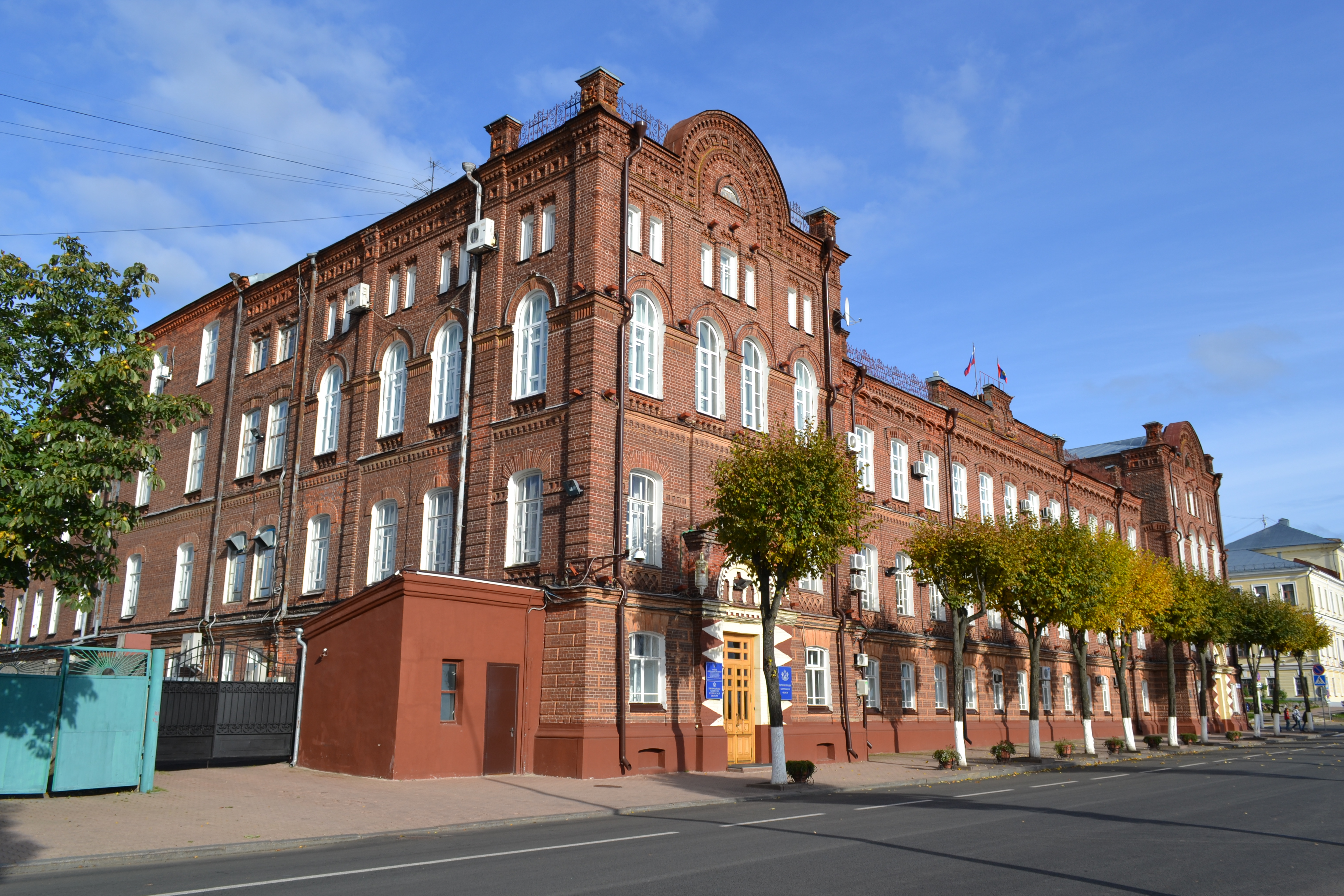
Здание областной администрации (ранее Костромского епархиального женского училища)

С Костромой связана история женского образования в России: 25 августа 1857 года было открыто «Григоровское училище 1-го разряда для девиц всех сословий», созданное на средства действительного статского советника А. Н. Григорова. В 1859 году он приобрёл для училища земельный участок с Г-образным домом и другими строениями по улице Пятницкой. После смерти Григорова 24 мая 1870 года училище было преобразовано в Григоровскую женскую гимназию, первую в России.
Епархиальное женское училище для подготовки учительниц церковно-приходских школ было построено в 1899—1904 годах благодаря счастливому случаю: служащий мужской гимназии П. И. Сергеев выиграл в лотерею огромную сумму денег и передал её городу (ныне здание администрации Костромской области).
Развитием профессионального образования Кострома обязана Ф. В. Чижову, по завещанию которого в Костроме были открыты два профессионально-технических училища. Чижовские училища имели первоклассное оборудование, а преподаватели набирались из выпускников столичных высших учебных заведений; лучшие учащиеся посылались на стажировку за границу.
В 1913 году во время празднования 300-летия династии Романовых было принято решение об устройстве в Костроме первого высшего учебного заведения — учительского института. Однако реальная история костромского высшего образования началась с открытия 7 ноября 1918 года «Костромского государственного рабоче-крестьянского университета в память Октябрьской революции 1917 года».

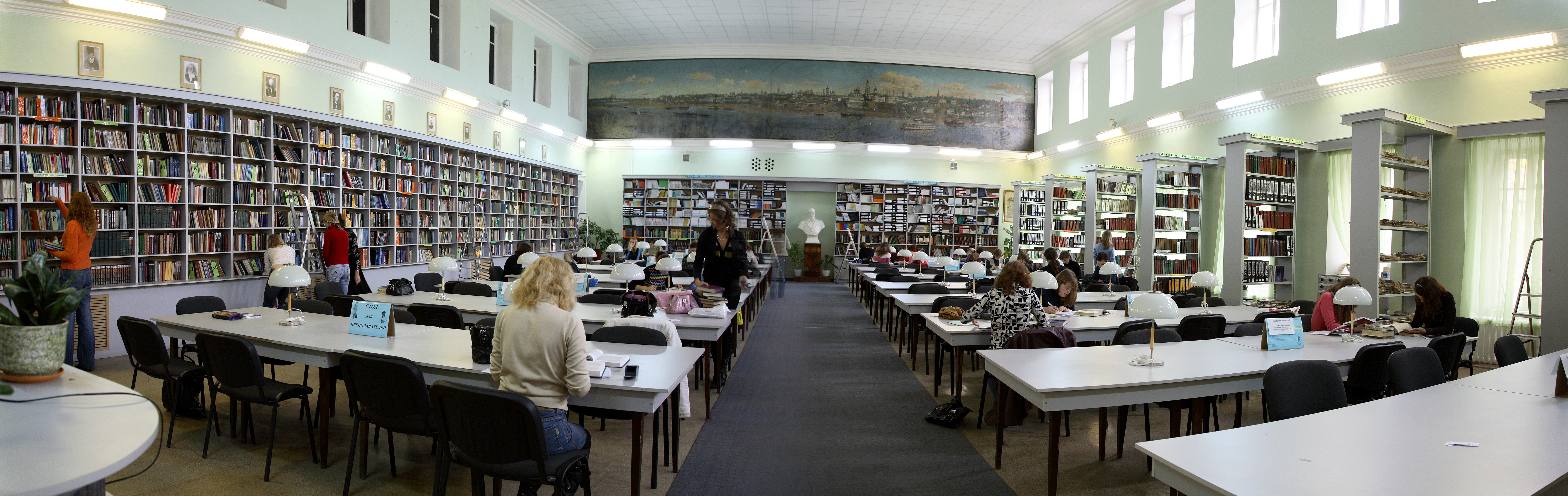
Читальный зал Научной библиотеки КГУ (бывш. Актовый зал Григоровской женской гимназии)

В настоящее время в городе действуют три государственных вуза: Костромской государственный университет, Военная академия радиационной, химической и биологической защиты и инженерных войск имени Маршала Советского Союза С. К. Тимошенко, учреждение дополнительного профессионального образования Костромской областной институт развития образования. Костромская государственная сельскохозяйственная академия располагается за чертой города в посёлке Караваево.
Имеются профессиональные образовательные учреждения (техникумы и колледжи): энергетический техникум имени Ф. В. Чижова, машиностроительный техникум, строительный техникум, техникум торговли и питания, политехнический колледж, автодорожный колледж, автотранспортный колледж, колледж бытового сервиса, лесомеханический колледж, торгово-экономический колледж, медицинский колледж имени Героя Советского Союза С. А. Богомолова, колледж культуры, музыкальный колледж; организации дополнительного образования Костромской области. В муниципальном подчинении находятся учреждения общего образования (лицеи, гимназии, школы, школа-интернат, вечерние сменные школы), учреждения дополнительного образования детей и дошкольные образовательные учреждения (детские сады). Шесть детских музыкальных школ и две школы искусств дают начальное музыкальное и художественное образование.

## Культура

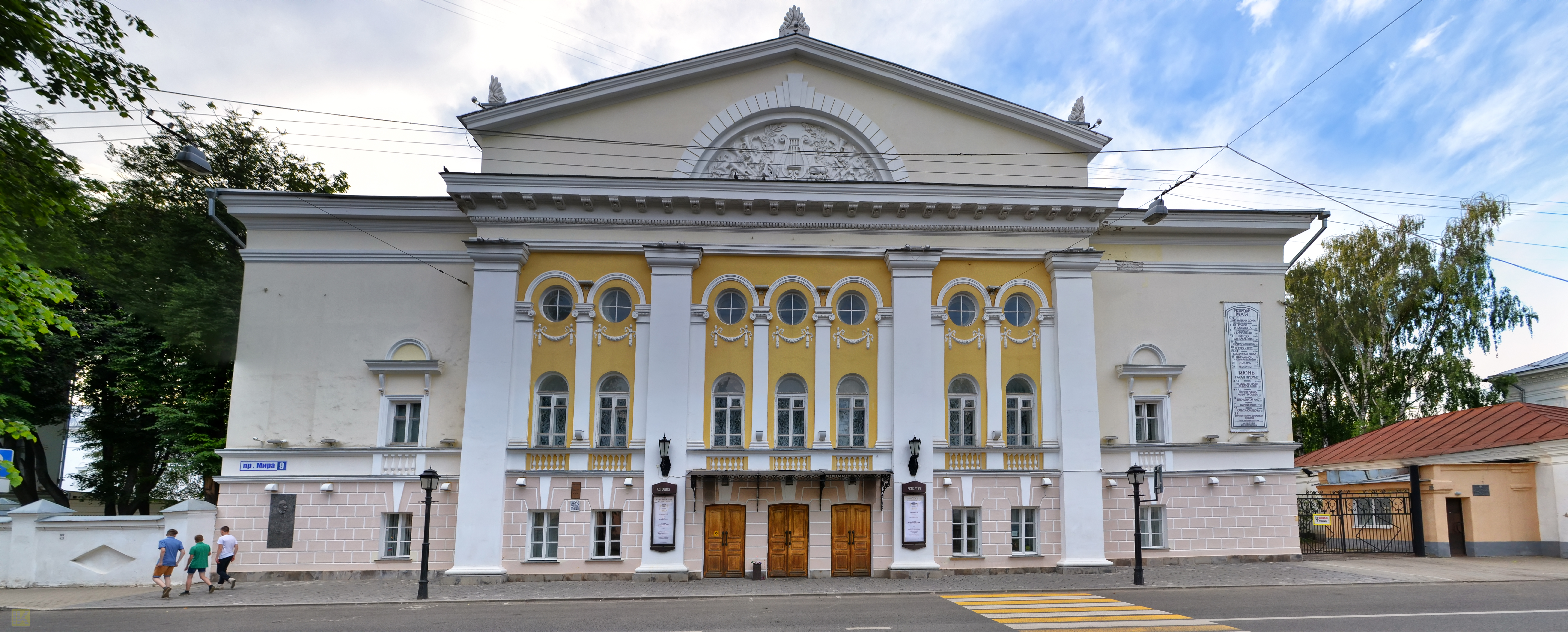
Здание драматического театра им. А. Н. Островского

### Театры и концертно-зрелищные учреждения
- Костромской государственный драматический театр имени А. Н. Островского (с 1808) — один из старейших в России
- Костромской областной театр кукол (с 1936)
- Костромской Камерный драматический театр (1998)
- Концертно-выставочный центр «Губернский»
- Государственная филармония Костромской области
- Цирк

В городе три современных кинотеатра: «Пять звёзд» (6 залов), «Синема Стар» (4 зала) и Центральный (2 зала).

### Музейные учреждения

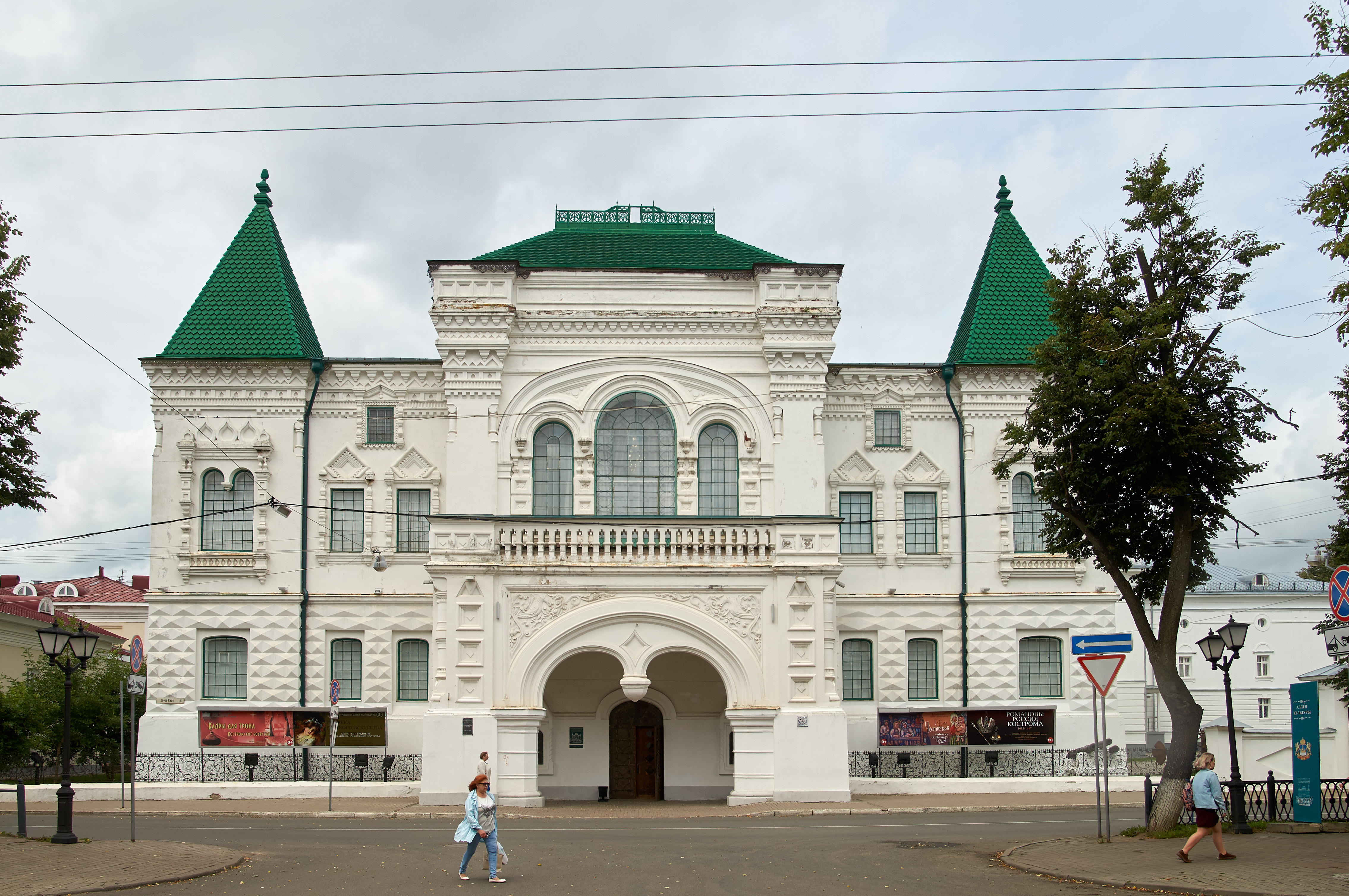
Здание Романовского музея

- Костромской государственный историко-архитектурный и художественный музей-заповедник
- Музей-заповедник деревянного зодчества «Костромская слобода»
- Музей природы
- Музей театральных костюмов
- Художественная галерея[130]
- Музей «Губернский город Кострома» — открыт в 2014 году в центре города в двухэтажном здании, расположенном внутри исторического Гостиного двора (Красных рядов)[131]
- Музей геральдики и фалеристики — единственный в России с подобной тематикой, открылся в марте 2018 года, заняв часть пространства здания музея «Губернский город Кострома». Экспозиция музея — частная коллекция жителя Костромы[132].
- Музей ювелирного искусства (частный)
- Музей-усадьба льна и бересты (частный)
- Терем Снегурочки — дом, где живёт Снегурочка. Интерактивные программы и Ледяная комната
- Музей сыра — открыт в декабре 2017 года в отреставрированном историческом особняке на ул. Чайковского, 19[133]. Интерактивные и гастрономические программы, сырная лавка, сувениры
- Музей моды Снегурочки — открыт в январе 2020 года. Новое музейное пространство: интерактивные экскурсии и мастер-классы

### Библиотечная система
Централизованная библиотечная система Костромы объединяет 20 библиотек с общим фондом около 1,5 млн томов, в числе которых Костромская областная универсальная научная библиотека и Костромская областная детская библиотека имени Аркадия Гайдара, библиотеки вузов.

### Творческие коллективы
В городе работают четыре муниципальных творческих коллектива (муниципальный симфонический оркестр; муниципальная хоровая академическая капелла; ансамбль музыки, песни и танца «Волга-Волга»; муниципальный ансамбль гармонистов «Махоня»). Широко известен Русский национальный балет «Кострома». С 1998 года в Костроме проводится открытый городской фестиваль-конкурс детских, юношеских и молодёжных творческих коллективов и исполнителей «Весенняя Кострома», в котором ежегодно принимает участие более 3 тыс. участников.

### Мероприятия
В 2008—2011 годах в Костроме был реализован ряд амбициозных культурно-развлекательных мероприятий, в числе которых фестиваль «Созвездие», выставка изделий фирмы Фаберже, постановка на открытой сцене опер «Борис Годунов» и «Хованщина» и другие. Фестиваль фейерверков «Серебряная ладья», традиционно проходящий в августе, дважды признавался лучшим пиротехническим шоу России.
В августе 2022 года пленэром и выставкой «Кострома — жемчужина Русского Севера» в Костроме стартовал художественный проект «Жизнь и Дорога Саввы Мамонтова», посвящённый выдающемуся предпринимателю и, по словам художника В. М. Васнецова, «друга художников» С. И. Мамонтова.

## Здравоохранение
В городе отсутствуют муниципальные учреждения здравоохранения, однако действует развитая система государственных учреждений здравоохранения Костромской области:
- Несколько многопрофильных больниц:
  - Костромская областная клиническая больница им. Королева Е. И.;
  - Городская больница города Костромы (ранее — Первая городская больница);
  - Окружная больница Костромского округа № 1 (ранее — Вторая городская больница);
  - Окружная больница Костромского округа № 2 (ранее — Костромская ЦРБ);
  - Костромской областной госпиталь для ветеранов войн.
- Специализированные больницы:
  - Центр инфекционных заболеваний (СПИД-центр);
  - Центр медицинской профилактики;
  - Центр специализированных видов медицинской помощи (ранее — кожно-венерологический диспансер);
  - Родильный дом города Костромы;
  - Костромской онкологический диспансер;
  - Костромской противотуберкулезный диспансер;
  - Костромская областная психиатрическая больница;
  - Костромской областной наркологический диспансер;
  - Костромская областная стоматологическая поликлиника;
  - Центр охраны здоровья семьи и репродукции;
  - Костромской медицинский центр психотерапии и практической психологии;
  - Костромская областная база скорой медицинской помощи и медицины катастроф.
- Учреждения здравоохранения, обеспечивающие оказание медицинской помощи (МИАЦ, автобаза, центр контроля качества лекарственных средств и т. п.)

В рамках системы обязательного медицинского страхования работают так же и ведущие частные медицинские организации (ООО МЦ «МИРТ», ООО «Зубик» и др.)
В городе расположены федеральные учреждения здравоохранения:
- Медико-санитарная часть МВД РФ — обслуживает сотрудников правоохранительных органов;
- Медико-санитарная часть № 44 ФСИН — обслуживает подозреваемых, обвиняемых и осужденных, содержащихся в исправительных учреждениях Костромской области.

На 2011 год в Костроме насчитывалось 91 учреждение (отделение) здравоохранения (в том числе 11 больничных учреждений, 3 стоматологические клиники, 24 бригады скорой помощи и др.), 35 муниципальных лечебно-профилактических учреждений (ЛПУ), 74 негосударственных ЛПУ. Всего в перечисленных учреждениях насчитывалось 2120 врачей (не считая зубных врачей). Численность среднего медицинского персонала в данных учреждениях составляла 5326 человек. Общее число больничных коек — 4115 единиц.

## Средства массовой информации
В Костроме представлены центральные и местные (городские и областные) печатные и электронные средства массовой информации.

### Исторические
«Северный рабочий» — нелегальная газета Костромского окружного комитета РСДРП, выходившая с 14 января по 18 мая 1907 года (всего 15 номеров тиражом 3000—3300 экз. каждый). Подготовкой и изданием занимался Стопани А. М., организатор «Северного рабочего союза».

### Печатные
- Местные издания: «Голос народа — Кострома», «Губернское деловое обозрение» (еженедельный тематический выпуск «Северной правды»), «Костромская народная газета», «Костромская ярмарка», «Костромские ведомости», «Костромской край», «Мой город — Кострома», «Новые костромские ведомости», «Северная правда» (официальный печатный орган администрации Костромской области), «Средний класс в Костроме» и другие.
- Региональные выпуски сетевых изданий: «Аргументы и факты», «Бизнес журнал», «Из рук в руки», «Квартирка», «Комсомольская правда», «МК в Костроме», «Хронометр-Кострома», «Эксперт» и другие.

### Электронные
Передача телевизионных и радиовещательных сигналов на территории города обеспечивается Костромским филиалом ФГУП РТРС. На улице Мясницкой находится областной радиотелевизионный передающий центр (ОРТПЦ) с вышкой высотой 100 метров (запущен в эксплуатацию в 1958 году).
На всей территории города обеспечивается эфирный приём телеканала Ю и Первого и второго мультиплексов цифрового телевидения России. Ранее в городе вещали телеканалы «К-10» (1996—2009), «Настя», «КИТ», «ТВ-Логос», «44-ТВ» (2017).
Передачи костромского телевидения начаты в 1992 году. Среди местных телестудий — ГТРК «Кострома» (Россия 1, Россия 24, Маяк, Радио России), ОТРК «Русь» (собственное программирование, ОТР). Несколько операторов обеспечивают покрытие районов города кабельным телевидением, транслирующим десятки российских и зарубежных каналов.
На конец 2022 года в городе обеспечивается вещание 21-й общероссийских и местных радиостанций в FM-диапазонах. Среди местных радиостанций — Кострома FM, Радио для двоих, ГТРК Кострома (на частотах Радио России, Маяк, Вести FM). Проводное вещание представлено тремя программами: Радио России / ГТРК Кострома, Маяк, Русское радио. Ранее в городе вещали «Серебряная ладья», «Радио 71», «Костромское народное радио».

## Религия

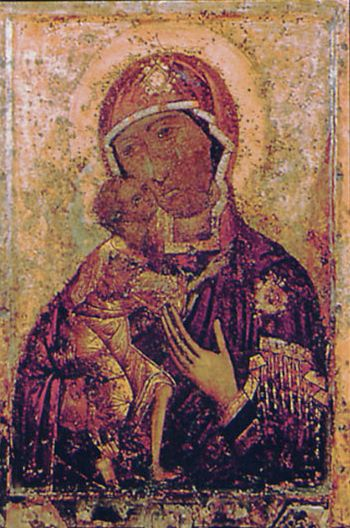
Феодоровская икона Божией Матери

Самым представительным религиозным объединением была и остаётся Костромская епархия Русской православной церкви Московского патриархата, основанная 16 июля 1744 года. В черте города расположено около двух десятков православных храмов, а также мужской Свято-Троицкий Ипатьевский, женские Богоявленско-Анастасиин и Знаменский монастыри. С 1747 года (с перерывом на 1918—1990 годы) в городе работает Костромская духовная семинария.
В Богоявленском кафедральном соборе находится Феодоровская икона Божией Матери — почитаемая Русской православной церквью чудотворная икона Богородицы. Икона известна как одна из святынь дома Романовых, поскольку предание связывает её с призванием в 1613 году на царство основателя династии — царя Михаила Фёдоровича в Ипатьевском монастыре.
Кострома является известным центром старообрядчества, первым кафедральным городом Костромской и Ярославской епархии Русской православной старообрядческой церкви. В заволжской части города находится кафедральный Спасо-Преображенский храм старообрядцев.
Другие ветви христианства представлены преимущественно направлениями протестантизма: религиозными общинами евангельских христиан-баптистов, адвентистов седьмого дня, христиан веры евангельской — пятидесятников, группой лютеран и некоторых других.
Как и во многих городах Верхней Волги, в Костроме издревле проживают мусульмане, исповедующие ислам суннитского толка, преимущественно волжские татары. В Костроме на площади Конституции расположена мемориальная мечеть, открытая в мае 2017 года. 14 октября 2022 года при мечети был открыт мусульманский духовно-просветительский центр.
Рядом с площадью Мира, в Сенном переулке, находится костромская синагога. Первые сведения о еврейской религиозной общине Костромы относятся к 1858 году. В 1903—1907 годах на средства общины было построено двухэтажное деревянное здание синагоги в Сенном переулке. В 1930 году здание было реквизировано, позднее в нём размещались детский сад и различные организации. Здание сохранилось, и в апреле 1998 года решением городской администрации было полностью передано в собственность еврейской общины. В 2000-е годы была синагога была отреставрирована. В настоящее время действуют религиозная община, общинный, благотворительный и образовательный центры.

## Градостроительство и архитектура

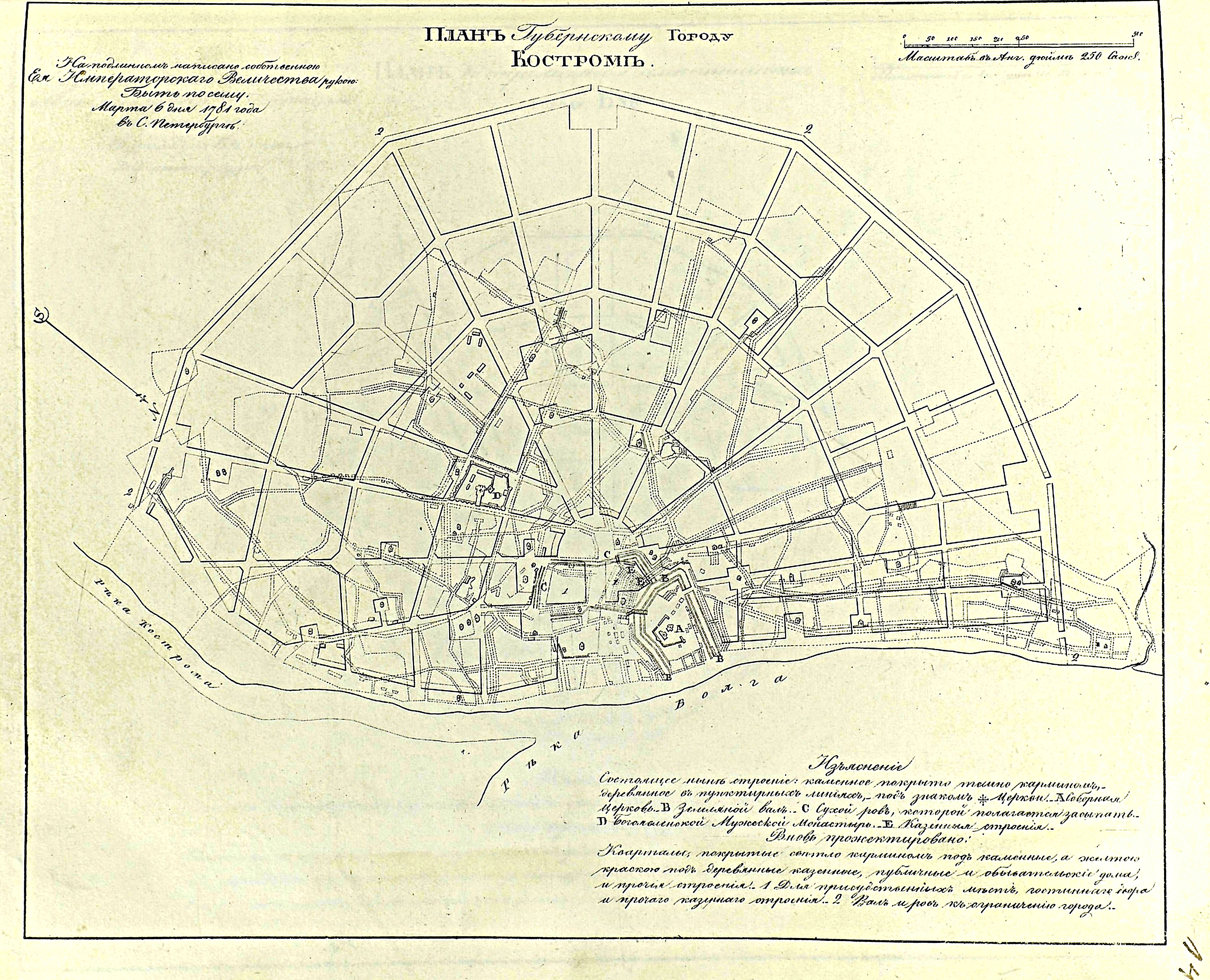
«Прожектированный» план города Костромы 1781 года из «Полного собрания законов Российской Империи. Книга чертежей и рисунков. Планы городов».

Город Кострома представляет собой своеобразный и уникальный памятник русского градостроительства XVI—XIX веков с ценными памятниками архитектуры и истории, один из русских городов, сохранивших, в целом, неповторимый и своеобразный архитектурный облик.

### Планировка, градостроительство
Город исторически сложился на пересечённой местности левобережья Волги. В старой части города сохранилась планировочная структура, заданная генеральным планом 1781 года. Основу радиально-полукольцевой планировки составляет стройная и развитая сетка улиц, расходящаяся веером от центральной площади. Трёхлучевая система улиц Еленинской (ул. Ленина), Павловской (пр. Мира) и Марьинской (ул. Шагова) дополнялась ещё несколькими улицами, соединявшими центр города с его окраинами. Всю систему радиальных магистралей пересекали три полукольца улиц с ломаной трассировкой.

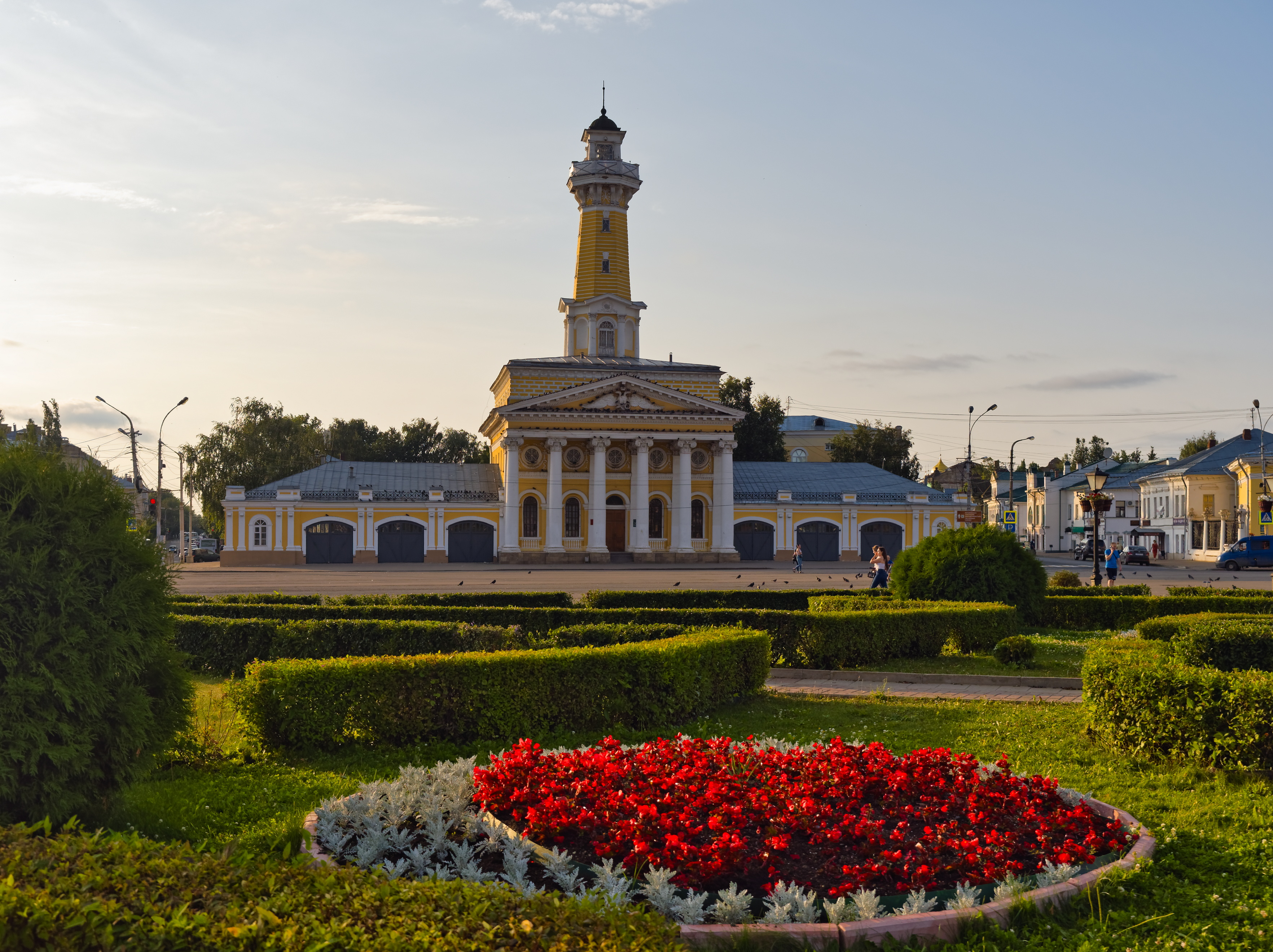
Пожарная каланча на Сусанинской площади — символ Костромы

В процессе осуществления плана застройки в кон. XVIII — 1-й пол. XIX в. сложился архитектурный ансамбль центра Костромы, до сих пор определяющий художественное своеобразие города.
В середине XIX века на территории, прилегающей к реке Костроме и её притоку Запрудне, напротив Ипатьевского монастыря, сформировалась промышленная зона. Её основу составили, прежде всего, комплексы крупных текстильных фабрик (А. В. Брюханова (1853 г.), братьев Зотовых (1859), братьев Третьяковых и В. Д. Коншина (1866)). Кирпичные двух- и трёхэтажные производственные корпуса с нарядно декорированными технологическими башнями и высокими трубами образовывали систему внутренних дворов и внутризаводских улиц. Одновременно вокруг фабрик начали формироваться рабочие посёлки, в которые наряду с жилыми домами входили различные благотворительные, учебные, медицинские и культурно-просветительные учреждения.
В советское время в черту города вошла заволжская сторона Костромы: сёла Городище и Селище, бывшие в конце XIX — начале XX века дачной местностью, были включены в черту города в 1932 году. Их планировка до сих пор сохраняет средневековые черты и делает одними из колоритных районов Костромы. В 1940 году в черту города вошёл заволжский посёлок Малышково. Расположенные за рекой Костромой Богословская и Андреевская слободы, известные с XVI—XVII вв., включены в число городских территорий в 1931 году. Они хорошо сохранили свою планировку и застройку, составляющую историческую среду для ансамбля Ипатьевского монастыря.
В годы индустриализации страны в Костроме началось интенсивное промышленное строительство, которое повлекло за собой возведение жилых домов и рабочих посёлков, зданий культурно-бытового назначения. Эти сооружения, выстроенные в стиле конструктивизма и близких к нему стилистических направлениях, во многом изменили облик города, придав ему новый масштаб. Наиболее полно идеи новой архитектуры воплотились в строительстве льнокомбината системы И. Д. Зворыкина и фабричного посёлка в середине 1930-х годов. В послевоенные годы возросли объёмы строительства жилья и зданий общественного назначения. Осуществлялась комплексная застройка территорий, с конца 1950-х годов получило развитие строительство жилых домов по типовым сериям. В 1970—1980-е годы происходило интенсивное строительство новых промышленных зон и жилых микрорайонов вокруг внешней границы старого города: Давыдовские, Паново, Юбилейный, Якиманиха, Малышково, Первомайский.
В 2003—2010 годах была осуществлена масштабная кампания по благоустройству города. В числе прочего была организована пешеходная зона вдоль набережной Волги, реконструированы Сусанинская площадь, площадь Мира и бульварная часть проспекта Мира, установлены памятники и скульптуры.
В 2008—2009 годах Думой города утверждён Генеральный план города Костромы.

### Архитектурные стили

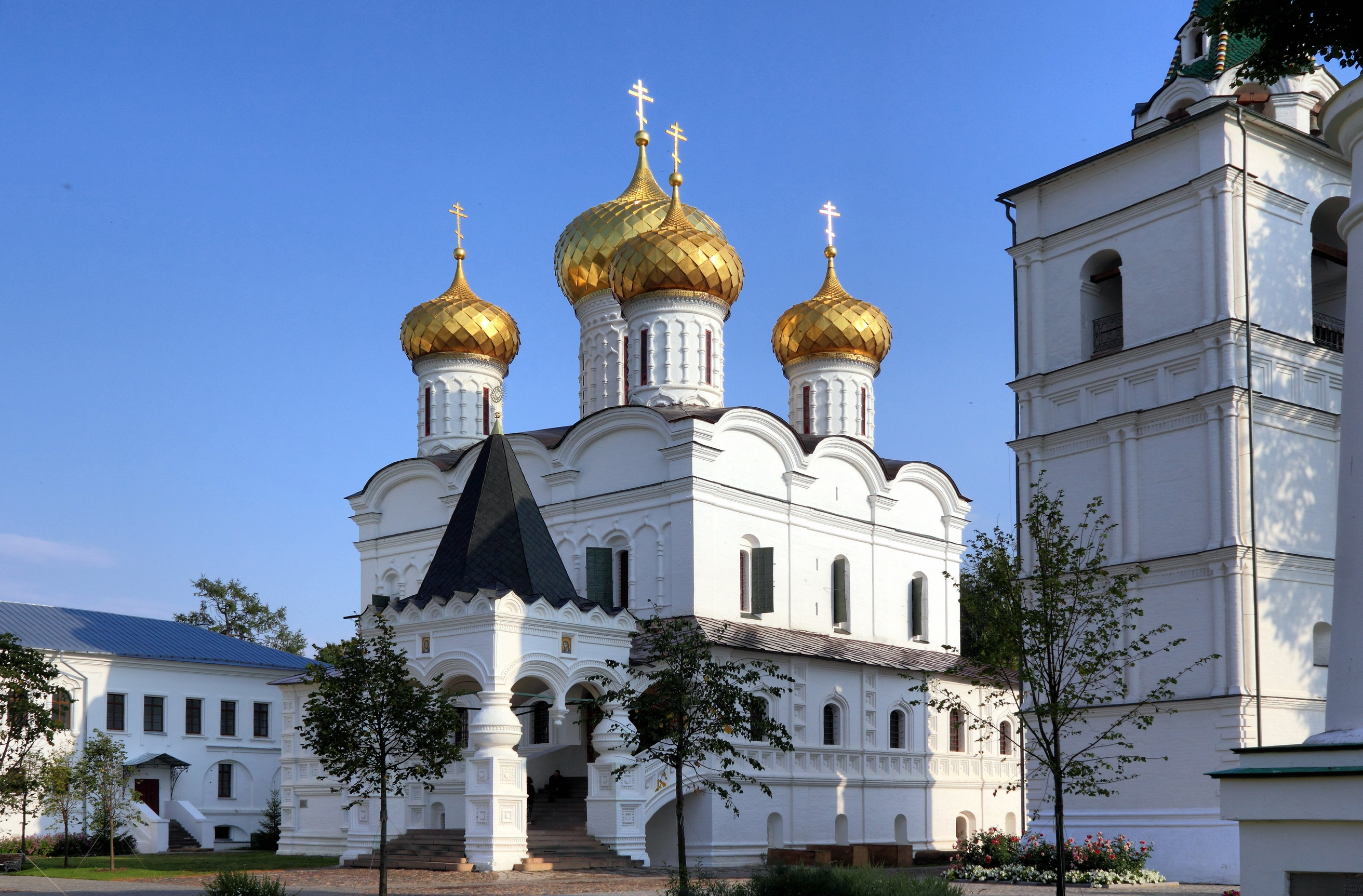
Троицкий собор Ипатьевского монастыря

Архитектурное наследие отличается большим разнообразием: памятники древнерусской архитектуры (в основном, культовые сооружения); образцы народного деревянного зодчества; памятники эпохи барокко и классицизма (в том числе ампира). Многочисленная группа памятников архитектуры представляет русский стиль конца XIX — начала XX вв. Архитектура советского времени представлена отдельными зданиями в стиле конструктивизма, неоклассицизма 1950-х годов и близких к ним стилистических направлений.
Среди памятников архитектуры — целый ряд крупных историко-архитектурных комплексов, монастыри, церкви, часовни, памятники гражданской и промышленной архитектуры (административные здания, учебные заведения, театры, фабричные корпуса, торговые помещения, больницы и т. д.), садово-паркового искусства, наиболее многочисленны памятники жилой архитектуры (жилые дома с хозяйственными постройками, усадьбы). Монументальное искусство в городе представлено скульптурными композициями, памятниками и бюстами, а также значительным числом настенных росписей и иконостасов.
В послереволюционные десятилетия архитектурный облик Костромы понёс большие утраты, была уничтожена бо́льшая часть церквей, взорван соборный ансамбль, город лишился высотных доминант. Вместе с тем уцелели все главные сооружения гражданской архитектуры, значительная часть жилой застройки.

### Церкви и монастыри
Наибольший интерес представляют ансамбли Ипатьевского и Богоявленско-Анастасииного монастырей (XVI—XIX вв.), церкви XVII века: Воскресения на Дебре, Вознесения на Дебре (реконструируется), Рождества Христова на Городище, Иоанна Богослова в Ипатьевской слободе, Преображения за Волгой, а также Костромская Христианская церковь (КХЦ).
Кострома едва ли не больше других городов «Золотого кольца» пострадала в советское время. За исключением Иоанно-Златоустовской церкви и Церковь Воскресения на Дебре, в центре города были снесены все приходские храмы допетровского времени, включая Успенский собор и такую жемчужину узорочья, как двухстолпная Троицкая церковь (1650). Как и в Ярославле, территория кремля была превращена в пустырь. По этой причине историко-архитектурный музей-заповедник в советское время занимал Ипатьевский монастырь, расположенный в стороне от городского центра.
Помимо Ипатьевского, в городе уцелел (хотя и со значительными потерями) другой крупный монастырь — Богоявленско-Анастасиин, где наряду со зданиями неприглядной архитектуры стоит типичный для грозненского времени Богоявленский собор. Остатки фресок собора XVII века были уничтожены пожаром 1982 года.
В настоящее время идёт воссоздание храмового комплекса Костромского кремля, уничтоженного в 1934 году. К 2023 году воссоздан барочный Богоявленский собор Костромского кремля (1774—1791) с 64-метровой колокольней, вновь ставшей высотной доминантой Костромы. На весну 2023 года запланировано начало воссоздания Успенского собора.

### Архитектурный ансамбль исторического центра

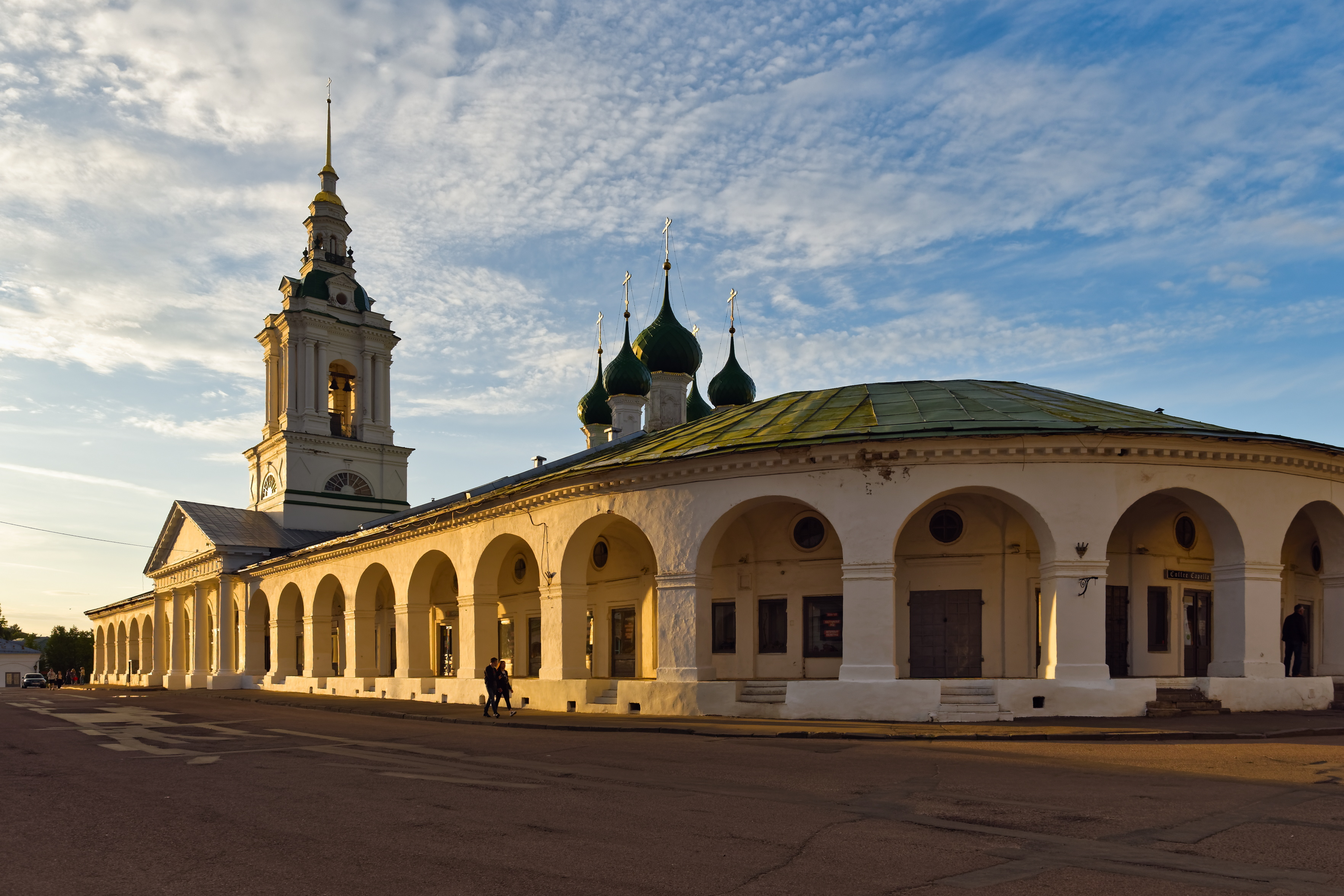
Гостиный двор и церковь Спаса в Красных торговых рядах

Центральная часть города представляет собой целостный, образцовый в своём роде, архитектурный ансамбль конца XVIII—XIX вв. Памятники провинциального классицизма составляют главную гордость Костромы. Среди построек времени Александра I примечателен ансамбль Сусанинской площади: здания гауптвахты и пожарной каланчи (архитектор П. И. Фурсов) и Присутственных мест (архитекторы А. Д. Захаров, Н. И. Метлин), дом С. С. Борщова (архитектор Н. И. Метлин).
В центре симметрично расположены: Большие Мучные (1789—1793) и Красные торговые ряды (1789—1800) (архитектор С. А. Воротилов, первоначальный проект принадлежит губернскому архитектору К. фон Клеру). Здания окружены открытыми сводчатыми галереями. В каждой арке устроена была отдельная купеческая лавка со своим входом и витриной, конторой на втором этаже и складом в подвале. С южной стороны Красных рядов пристроена церковь Спаса в Рядах с колокольней, во дворе расположены Мелочные ряды (1831—1832). Вокруг также выстроены изящные Овощные (Табачные) ряды (1819—1822) (архитектор В. П. Стасов), Масляные ряды — двухэтажный дом с примыкающими аркадными галереями (1809, архитектор Н. И. Метлин), и Пряничные ряды с двумя часовнями (конец XVIII — начало XIX в.), а ниже по склону вдоль улицы Молочная гора — Рыбные ряды (1840—1850) — в разных местах Торговых рядов снимались кадры из киноводевиля «На подмостках сцены» (1956 год) — и парадный въезд со стороны Волги — Московская застава (1823, архитектор П. И. Фурсов).
В начале Павловской улицы (ныне проспект Мира) интерес представляет здание в неорусском стиле Романовского музея (1909—1911, архитектор Н. И. Горлицын). Далее расположены великолепные образцы гражданской архитектуры: трёхэтажное здание Дворянского собрания (1837—1838, архитектор М. М. Праве) с двумя залами: Большим Белым и Малым Золотым (Екатерининским) и здание драматического театра (1863).

### Достопримечательности советского периода

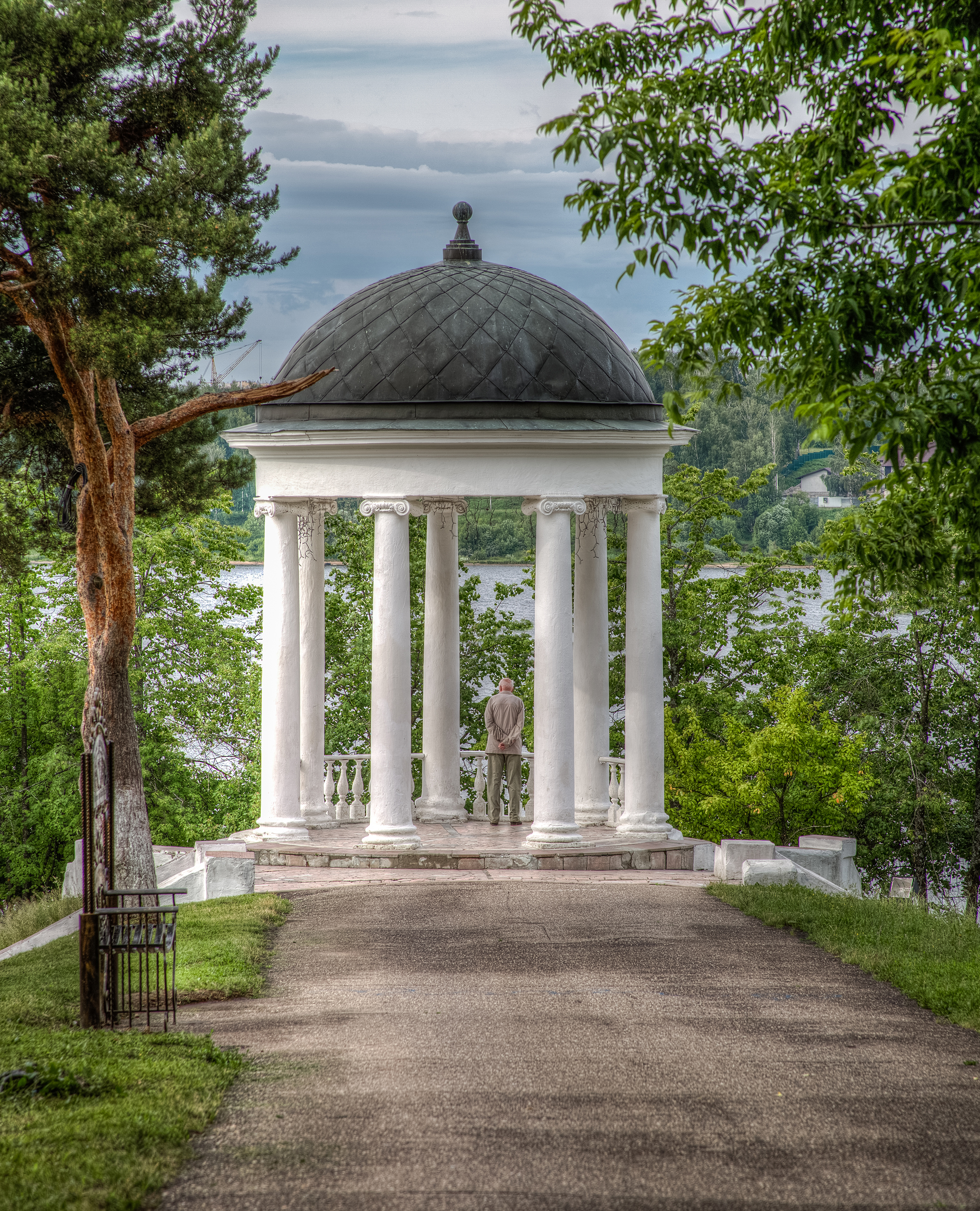
«Беседка Островского» на набережной Волги (1956)

В 1956 году на набережной Волги была построена каменная ротонда, ставшая одним из архитектурных символов города. Свое неофициальное название — Беседка Островского — она унаследовала от стоявшей прежде у самой воды деревянной беседки в китайском стиле, где в первый свой приезд в Кострому в 1848 году побывал А. Н. Островский, записавший затем в дневнике: «Вид из этой беседки вверх и вниз по Волге, какого мы не видели до сих пор». Та историческая беседка была снесена ещё в 30-х годах XX века при прокладке железнодорожной ветки и автодороги.
Из других построек советского периода наиболее известны новый памятник Ивану Сусанину (1967) (прежний был разрушен в 1918—1928 годах), построенные в стиле конструктивизма здания дома связи (1934), фабрики-кухни и вокзала станции Кострома Новая (перестроены в конце 1990-х годов), Выставка достижений народного хозяйства.
В 1955—1958 годах в Ипатьевской слободе за южной стеной монастыря был создан музей деревянного зодчества из образцов жилой и культовой архитектуры XVI—XIX вв. с территории Костромской области. Наиболее ценный экспонат этого музея под открытым небом — церковь из села Спас-Вёжи (1713 года постройки) — сгорел в сентябре 2002 года.

### Памятники монументального искусства
На улицах и площадях Костромы установлены памятники, посвящённые личностям и историческим событиям, среди которых:
- памятник Ивану Сусанину (1967) на Сусанинской площади,
- памятник Юрию Долгорукому (2003) на Советской (Воскресенской) площади,
- памятник В. И. Ленину на территории бывшего Костромского кремля,
- памятник А. А. Зиновьеву (2009) в сквере КГУ имени Н. А. Некрасова,
- св. Феодору Стратилату в Богоявленско-Анастасиином монастыре,
- монумент Славы на площади Мира,
- памятник труженикам тыла («Слеза») (2006) перед концертно-выставочным центром «Губернский»,
- «Аллея Признания» (2009) на проспекте Мира,
- памятник Михаилу Фёдоровичу Романову (2013),
- памятник Свободе человека (2017),
- памятник Маршалу Александру Василевскому (2017)[164] и другие.

Памятник Юрию Долгорукому на Советской площади
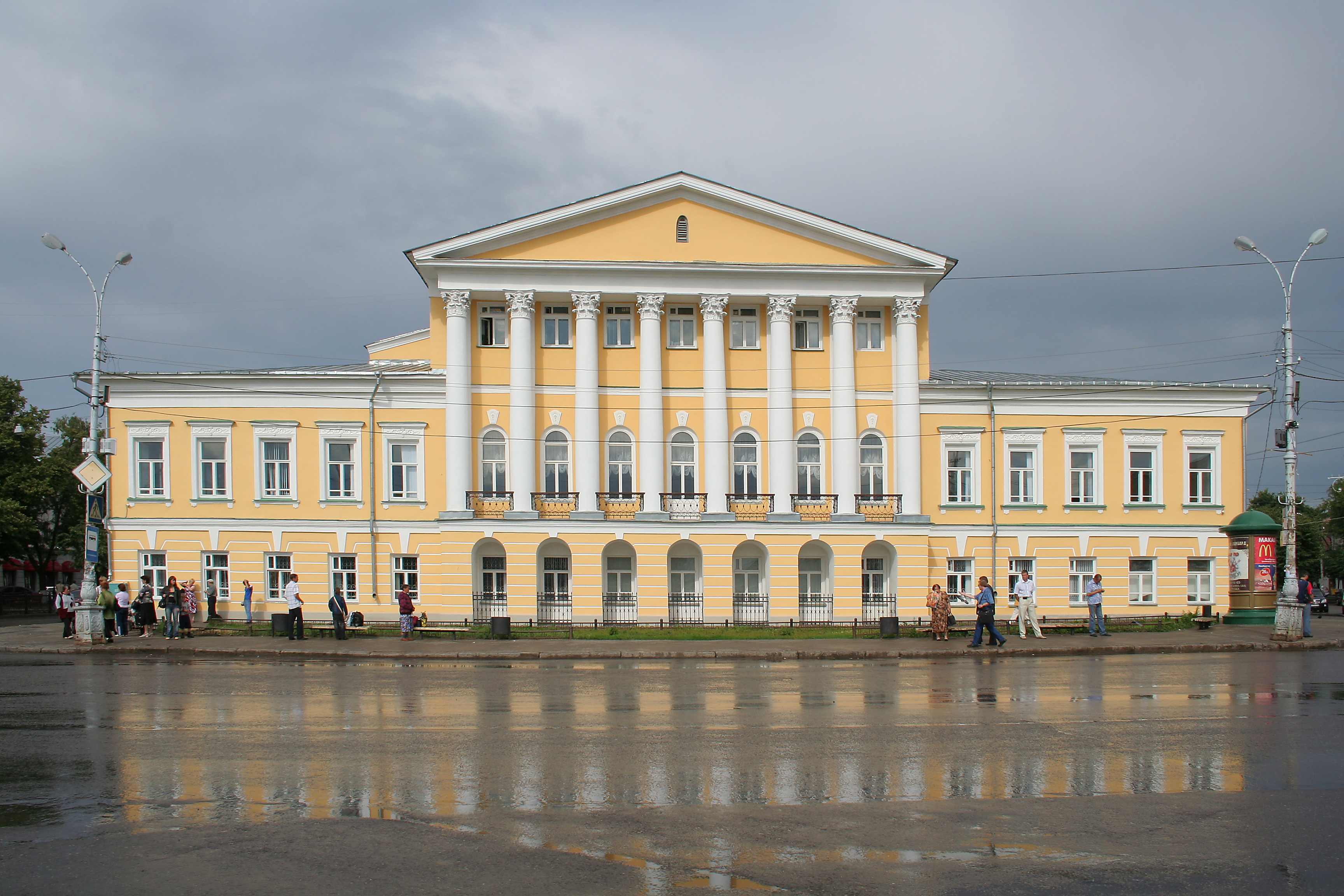
Дом Борщова на Сусанинской площади
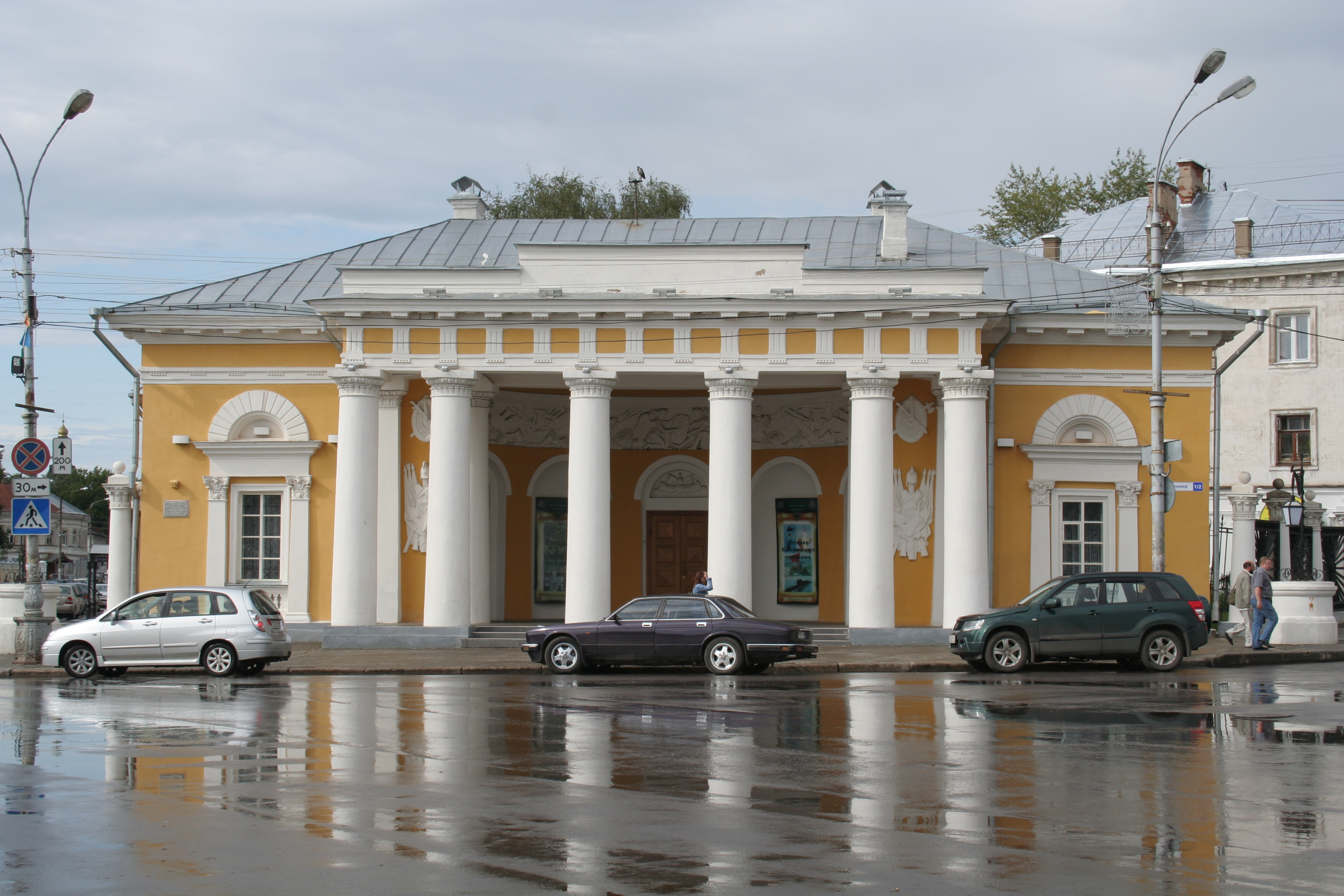
Бывшая гауптвахта на Сусанинской площади
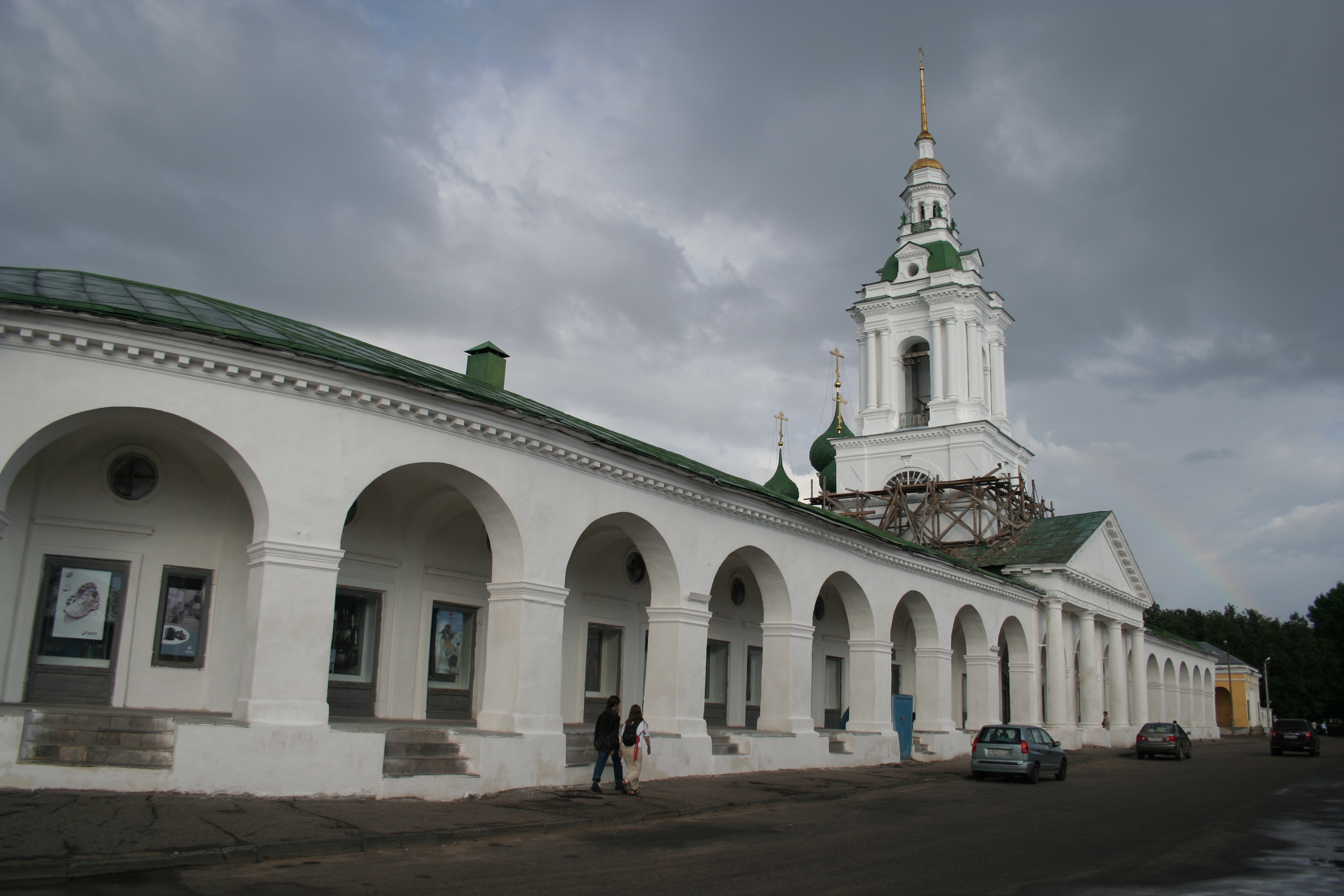
Гостиный двор с церковью Спаса в Рядах
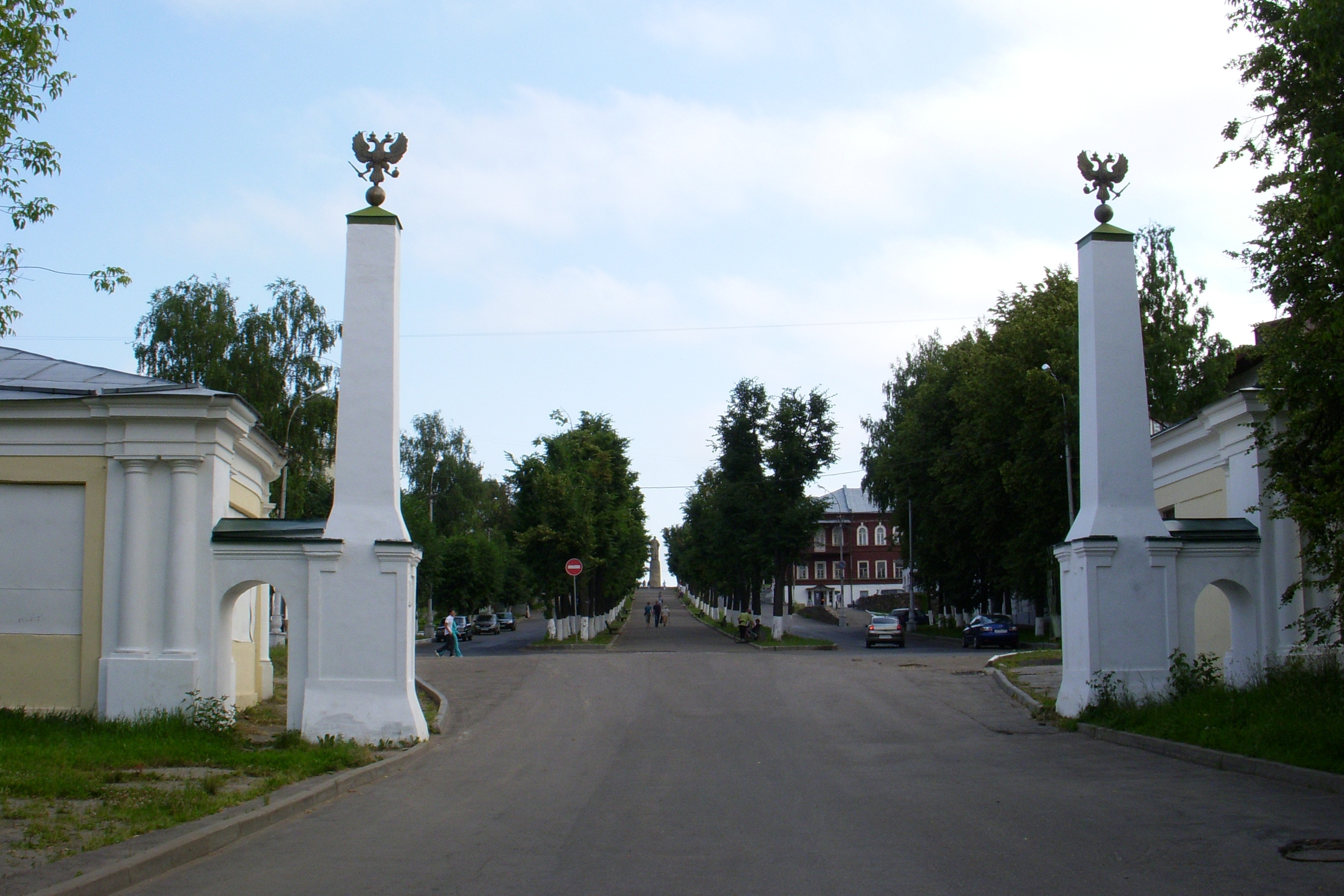
Московская застава и улица Молочная гора
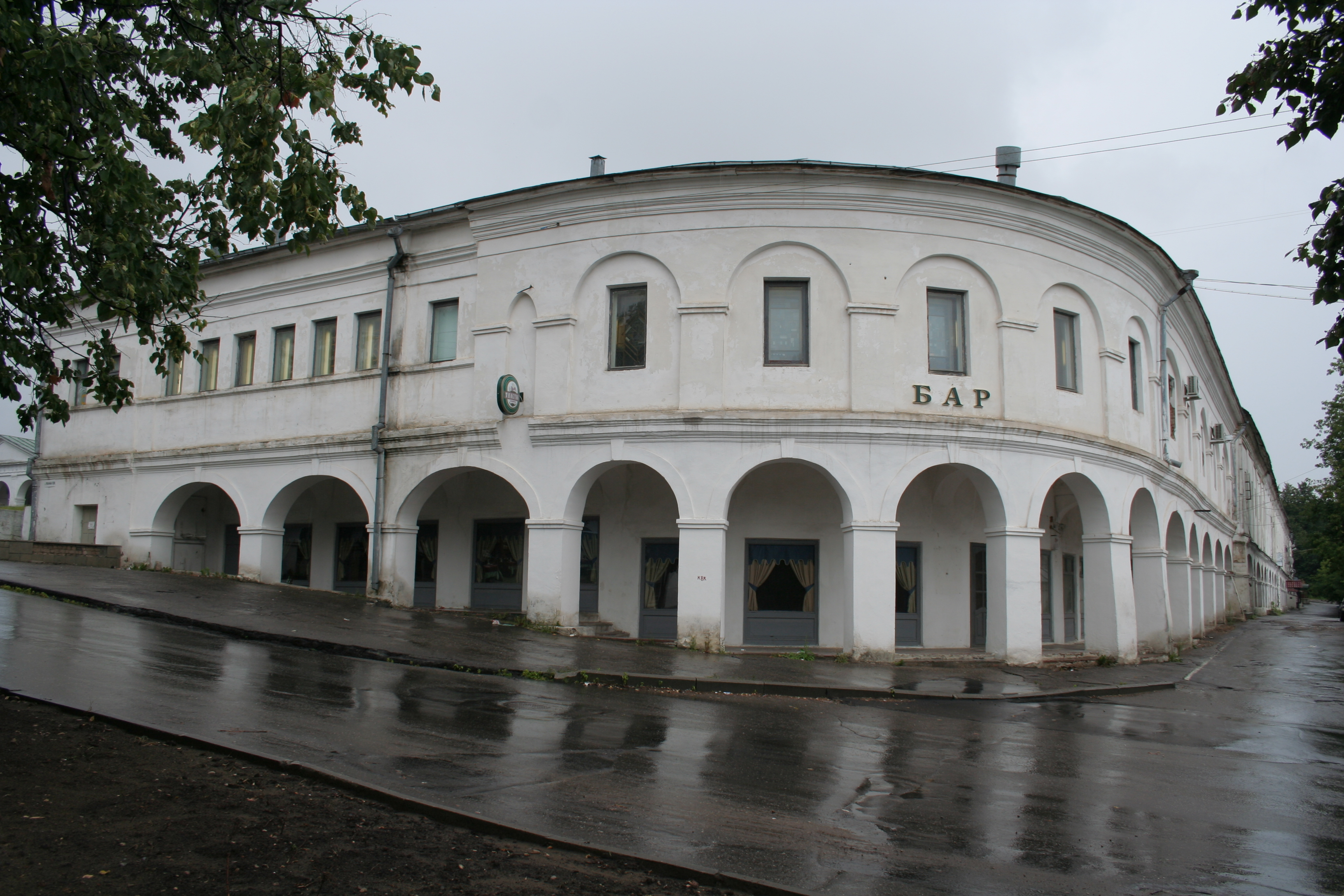
Квасные ряды (вид с Молочной горы)
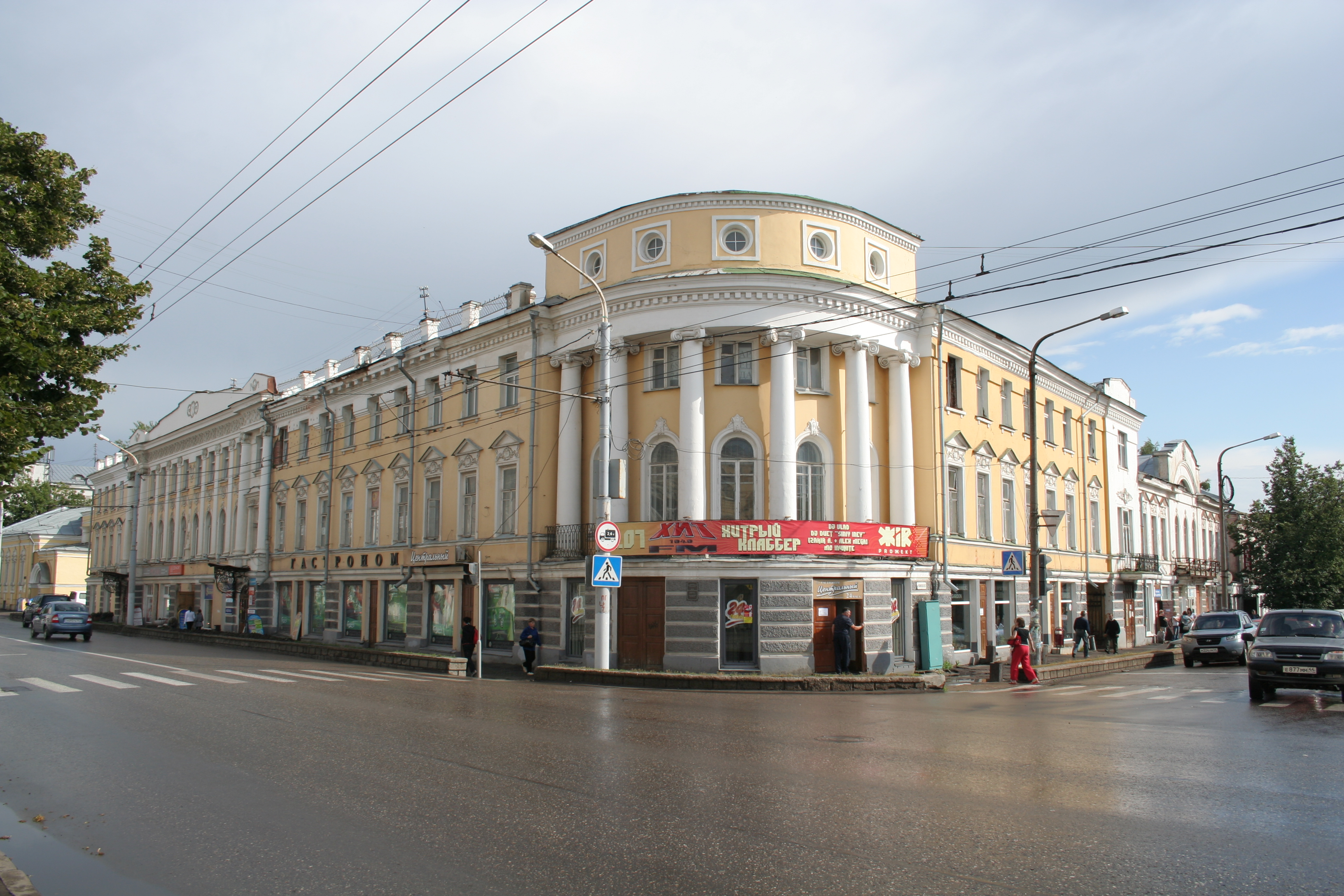
Бывший особняк Казаринова
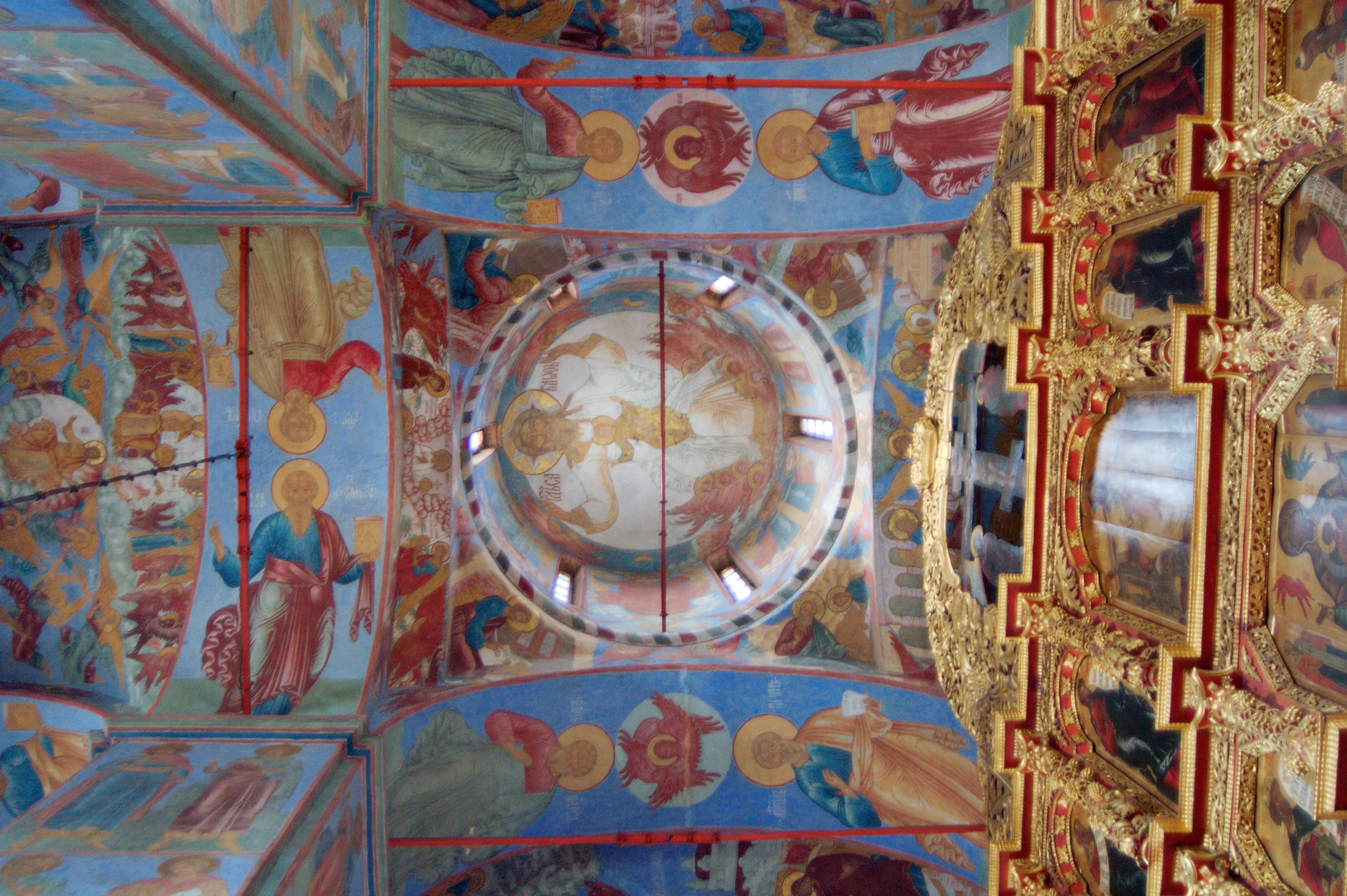
Фрески Троицкого собора Ипатьевского монастыря
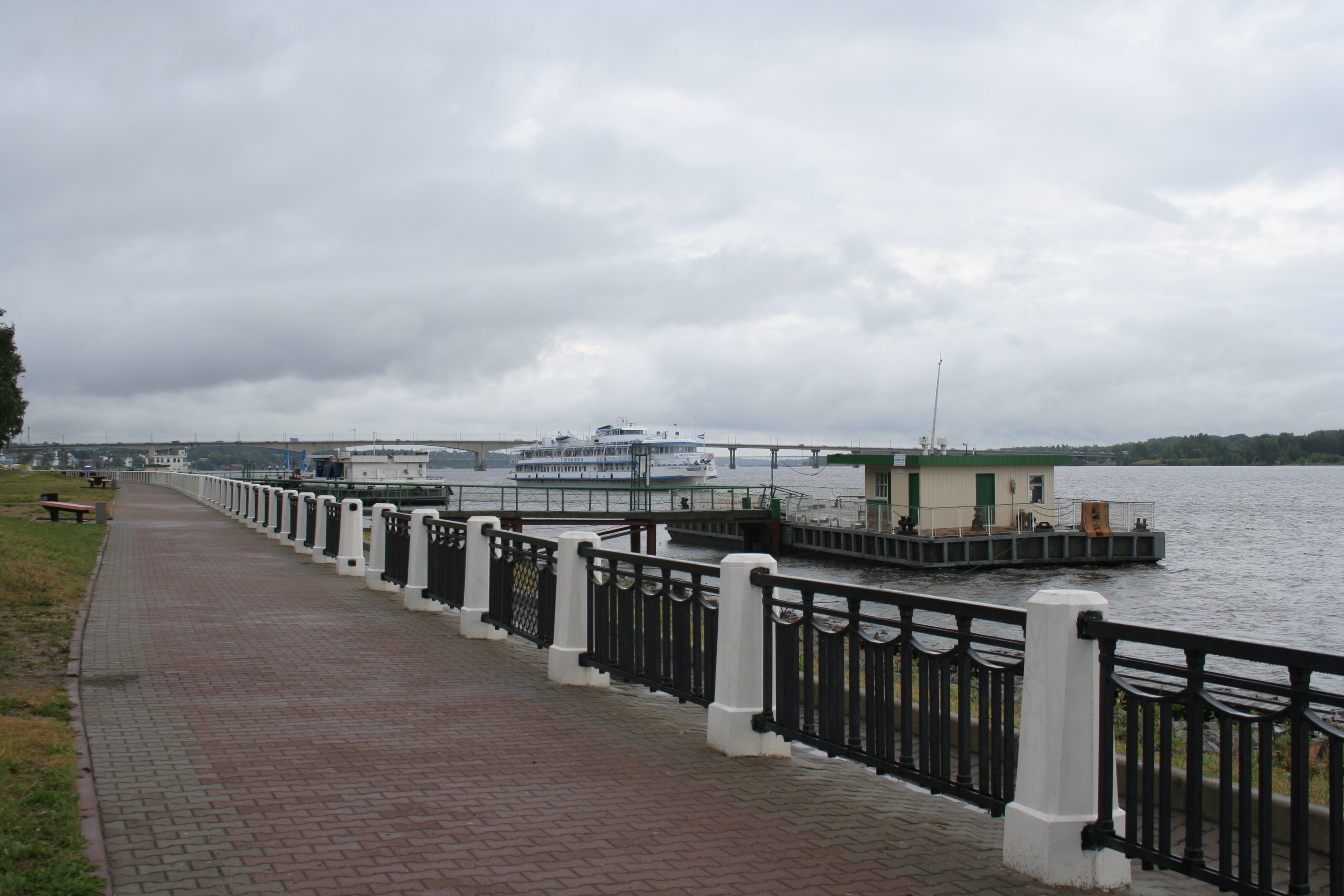
Набережная Волги и пристани пассажирских судов
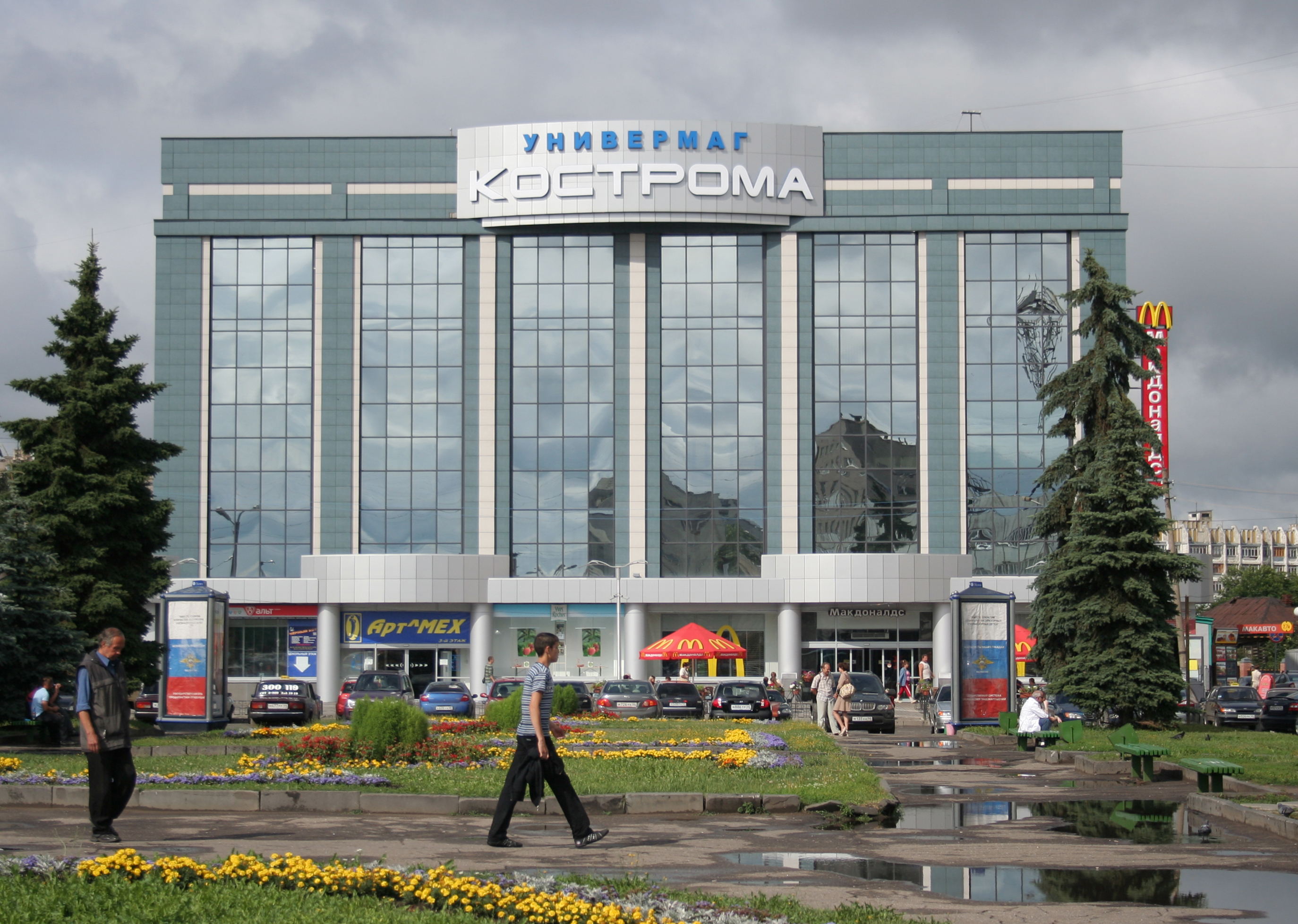
Универмаг «Кострома»
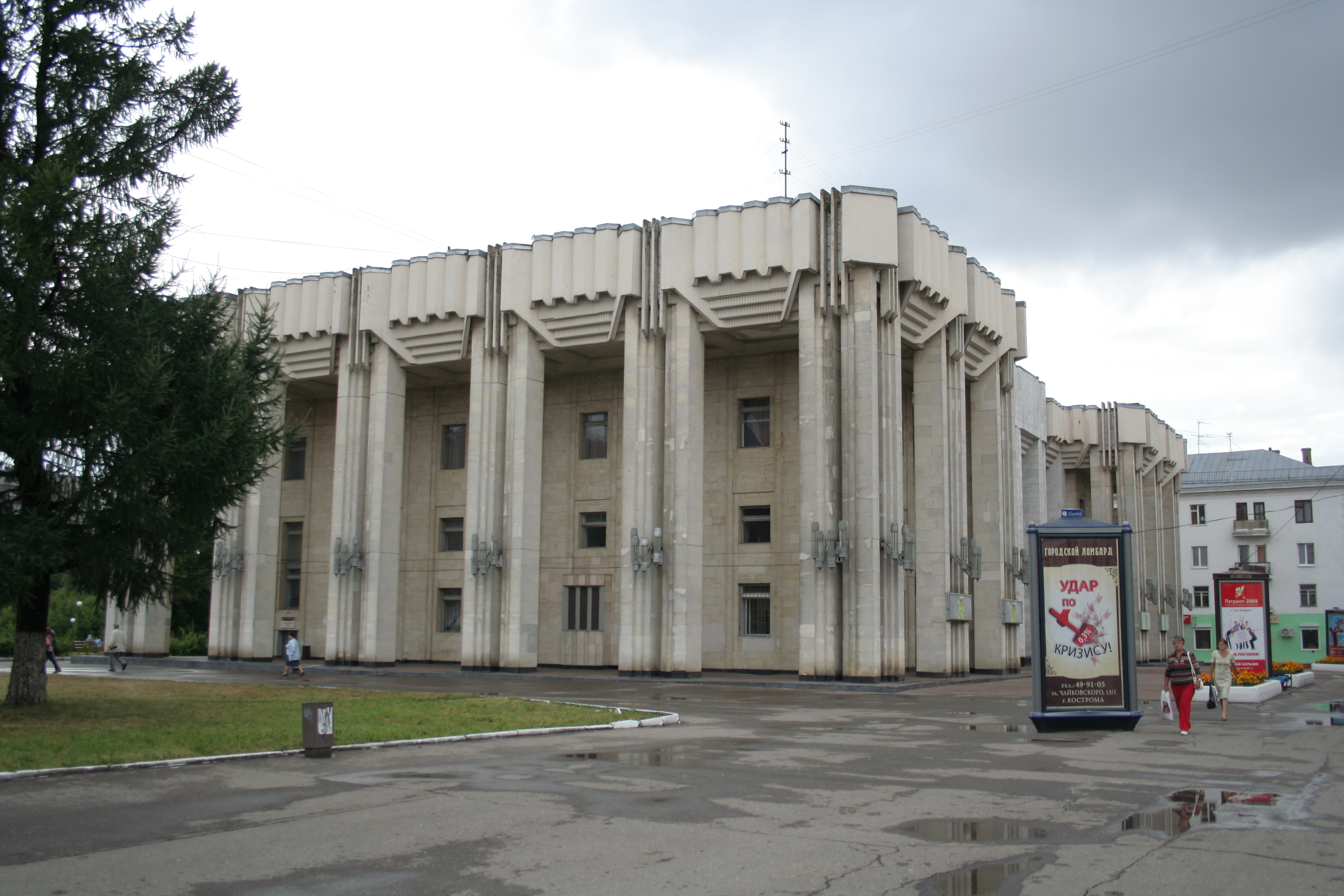
Здание филармонии
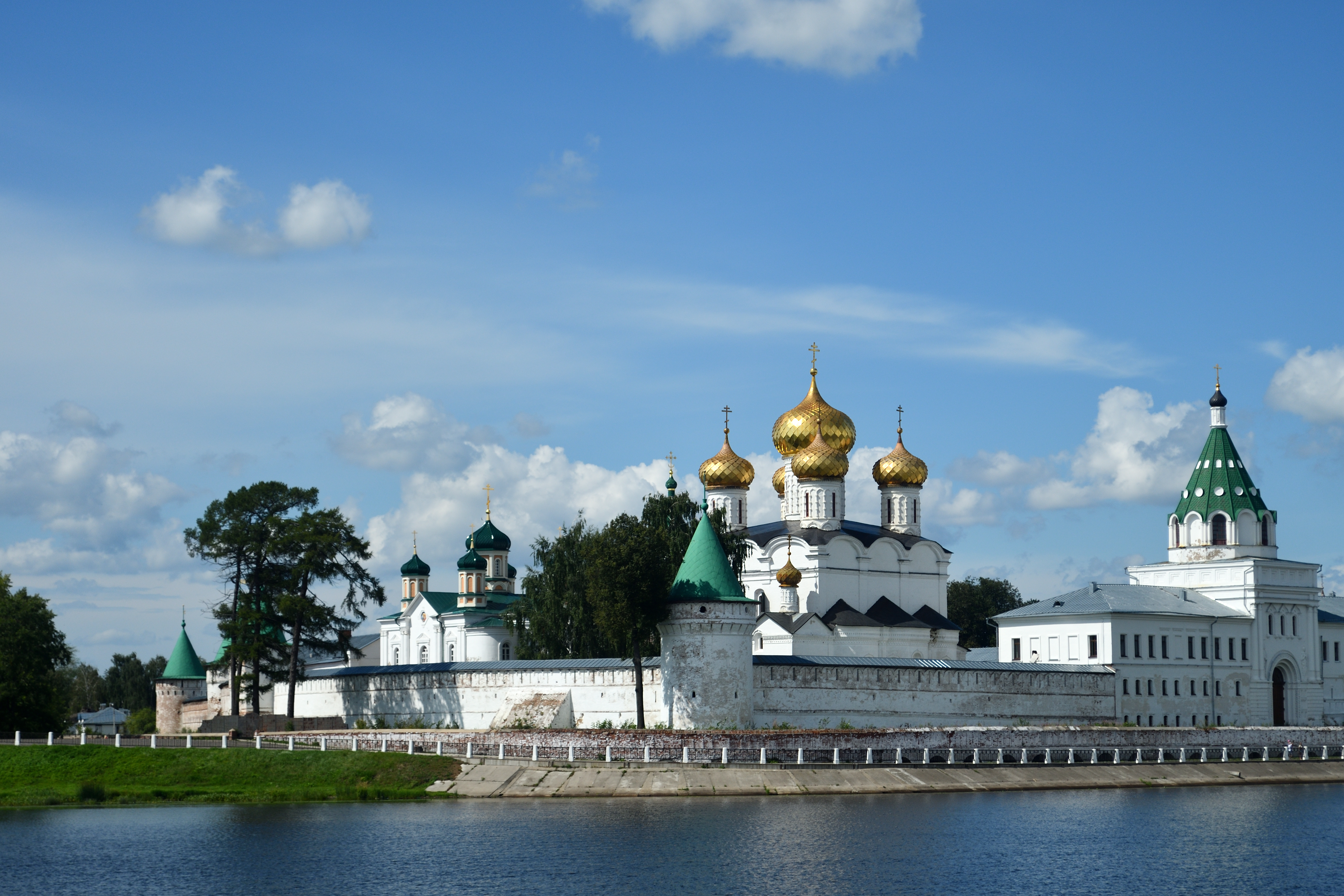
Ипатьевский монастырь

## Почётные граждане
Начиная с 1967 года в Костроме возобновлена традиция присвоения звания почётного гражданина Костромы жителям города, которые внесли значимый вклад в развитие города. За это время решением горисполкома и Думы города звание получило 55 человек.

## Города-побратимы
- Израиль, Бат-Ям[167]
- Черногория, Беране
- США, Дарем
- Франция, Доль
- Грузия, Очамчира
- Украина, Ровно (с 1966 года по 25 февраля 2015)[168]
- Болгария, Самоков
- Казахстан, Уральск
- Финляндия, Хювинкяя
- Черногория, Цетине

В 2022 году Аахен (Германия) и Пётркув-Трыбунальски (Польша) приостановили сотрудничество с Костромой из-за вторжения России на Украину

## Кострома войконимах
Костромская улица есть в Москве, Санкт-Петербурге и в других городах России и стран бывшего Советского Союза.

## Кострома в искусстве
Кострома — это город-улыбка.

Шутки-шутки, а я вот возьму

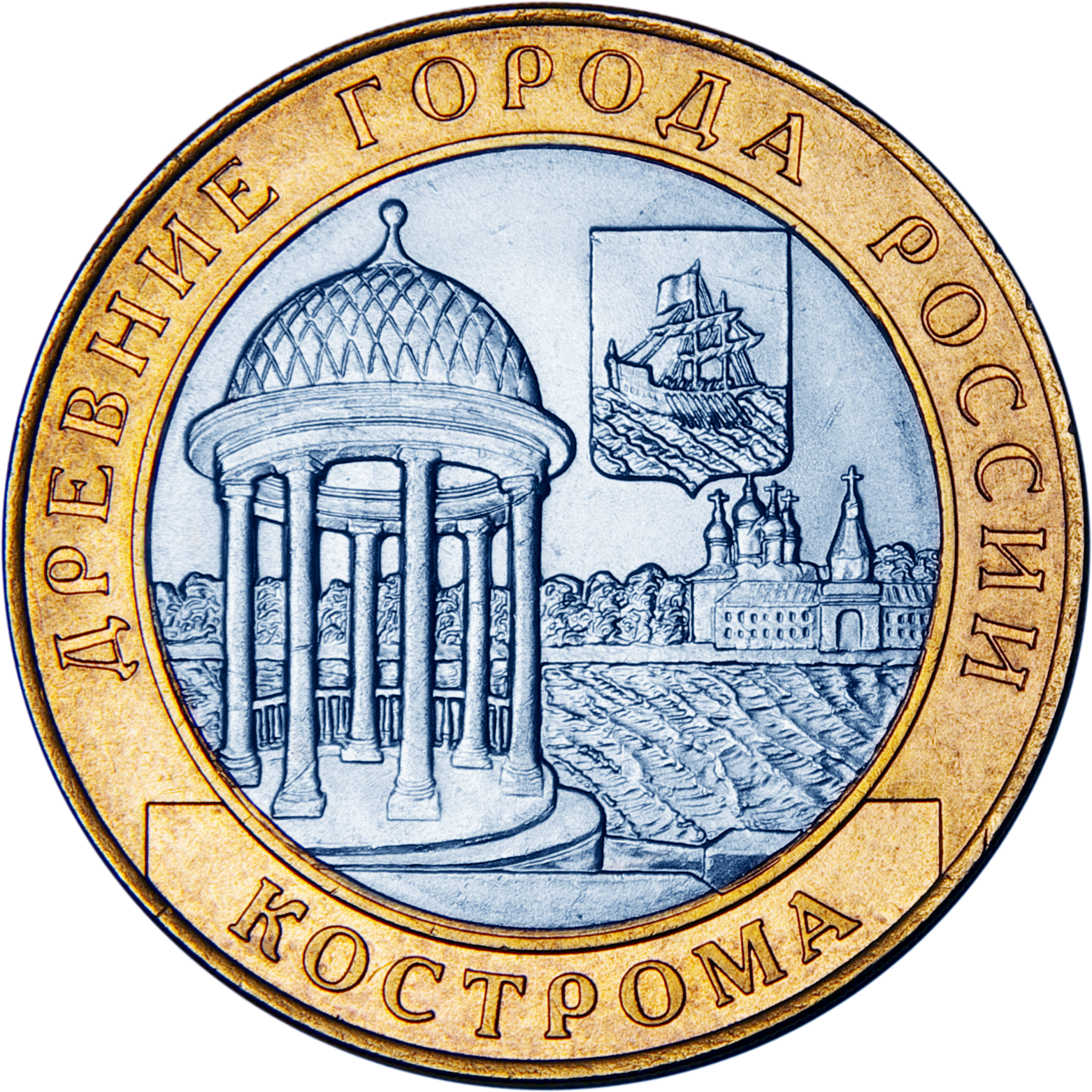
10 рублей (2002 год) — памятная монета серии Древние города России

И махну навсегда из Москвы в Кострому!
С дореволюционной Костромой связано творчество таких литераторов, как А. Н. Островский, А. Ф. Писемский, Н. А. Некрасов, В. В. Розанов.
Недалеко от города расположена усадьба Островского «Щелыково».
Образы старой Костромы представлены на картинах известных художников:
- Никанор Григорьевич Чернецов

- «Кострома» (1862).
- «Вид Екатеринославской площади в Костроме» (рисунок, 1838).

- Борис Михайлович Кустодиев и др.

Известный русский фотограф начала XX века С. М. Прокудин-Горский в 1910—1911 году сделал много фотографий Костромы и Костромской губернии. Сегодня в Библиотеке Конгресса США хранится более 150 фотографий, сделанных Прокудиным-Горским. Из них примерно треть сохранилась в цветных оригиналах (почти все — фотографии города Костромы и ризницы Ипатьевского монастыря). От остальных фотографий остались только отпечатанные чёрно-белые копии.
Костроме посвящена одноимённая песня советского композитора Арно Бабаджаняна на стихи поэта Александра Жарова.
Кострома городок, невелики дома,

Улиц старинных тесьма. Свет над рекою,

Кострома городок, невелики дома,

Улиц старинных тесьма...

«Кострома mon amour» (с фр. — «Кострома, любовь моя») — шестнадцатый «естественный» альбом группы «Аквариум» (по «Антологии Аквариума» — пятнадцатый).

## Кострома в кино
Начиная с 1915 года в Костроме было снято (полностью или частично) больше ста фильмов, включая многосерийные. В их число входят:
- «Катерина-душегубка» по повести Н. С. Лескова «Леди Макбет Мценского уезда» (1916), реж. Александр Аркатов
- «Красные дьяволята» (1923), реж. Иван Перестиани
- «Ревизор» (1952), реж. Владимир Петров
- «На подмостках сцены» (1956), реж. Константин Юдин
- «Женщины» (1966), реж. Павел Любимов
- «Снегурочка»[175] (1968), реж. Павел Кадочников
- «Таинственный монах» (1968), реж. Аркадий Кольцатый
- «Начало» (1970), реж. Глеб Панфилов
- «Свой парень» (1974), реж. Павел Любимов
- «Два капитана» (1976), реж. Евгений Карелов
- «Пыль под солнцем» (1978), реж. Марионас Гедрис
- «Юность Петра»[175] (1978)
- «Жестокий романс»[175] (1983), реж. Эльдар Рязанов
- «Борис Годунов»[175], (1986), реж. Сергей Бондарчук
- «Очи чёрные»[175], (1987) реж. Никита Михалков
- «Гулящие люди» (1988), реж. Илья Гурин
- «В начале было слово»[175] (1992)
- «Сибирский цирюльник» (1998), реж. Никита Михалков
- «Китайскій сервизъ» (1999), реж. Виталий Москаленко
- «Доктор Живаго»[175] (2005), реж. Александр Прошкин
- «Казароза» (2005), реж. Алёна Демьяненко
- «Столыпин… Невыученные уроки» (2006), реж. Юрий Кузин
- «Котовский»[175] (2010), реж. Станислав Назиров
- «Исаев»[175] (2009), реж. Сергей Урсуляк
- «Соловей-Разбойник» (2012), реж. Егор Баранов
- «Страсти по Чапаю» (2012)[175][176]
- «Бесы»[175] (2014), реж. Владимир Хотиненко, по роману Ф. М. Достоевского.
- «Косатка»[175] (2014), реж. Илья Максимов
- «Ехал грека. В поисках настоящей России. Кострома» (2015)
- «Большие деньги» (2017)
- «Кровавая барыня» (2018)
- «Мятеж» (2020)
- «Шаляпин» (2022)[177]
- «Высшая мера» (2023)[178]
- «Спасская-3» (2023)[175]
- «Лихо» (2023), продюсер Роман Курцын[175]
- «Неукротимая Неупокоева» (2024)[179]
- «Горький 53» (2024)[175][180]
- «Злые люди» (2024)[181]

## Филателия

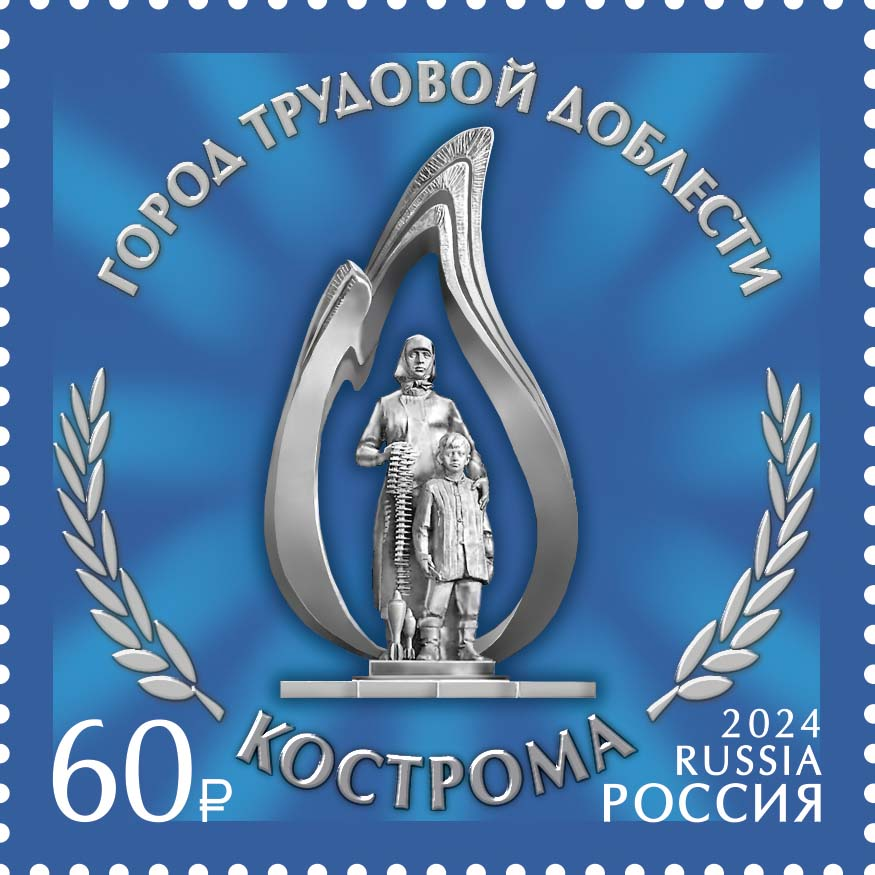
Почтовая марка, 2024 год

2 сентября 2004 года Почта России выпустила марку «850 лет Костроме». На марке на переднем плане изображены здания торговых рядов и пожарной каланчи, на заднем — Ипатьевский монастырь, историко-архитектурный памятник XVI—XVII вв. В центре марки — герб города Костромы. Номинал — 2 рубля. Тираж — 250,000 штук.
20 июня 2006 года Почта России выпустила серию «Россия. Регионы», одна марка которой посвящена Костроме. На марке на переднем плане изображены здания торговых рядов и пожарной каланчи, на заднем — Ипатьевский монастырь, историко-архитектурный памятник XVI—XVII вв. В центре марки — герб города Костромы. Номинал — 6 рублей. Тираж — 220,000 штук.
5 ноября 2015 года Почта России выпустила почтовый блок «Гербы субъектов и городов Российской Федерации», посвящённый Костроме и Костромской области. Номинал — 50 рублей. Тираж — 70,000 штук.
9 августа 2024 года Почта России выпустила серию «Города трудовой доблести», посвящённую городам трудовой доблести, одна марка которой посвящена Костроме. На марке изображён памятник труженикам тыла Костромской области во время Великой Отечественной войны 1941—1945 годов. Номинал — 60 рублей. Тираж — 18,000 штук.

## Названы в честь города
В разное время имя «Кострома» носило несколько гражданских судов и кораблей Военно-морского флота России и СССР. «Кострома» — госпитальное судно в составе 2-й Тихоокеанской эскадры, участвовавшее в Цусимском сражении. Теплоходу «Кострома», ходившему на Дальнем Востоке, посвящены песни Юрия Визбора «Кострома» и «Три минуты тишины». Сейчас имя «Кострома» носит атомная многоцелевая подводная лодка Б-276 проекта 945 «Барракуда» и нефтеналивной танкер класса «река-море» проекта 19614.